# Hậu cung Như Ý truyện
Hậu cung Như Ý truyện (chữ Hán: 后宫如懿传) là một cuốn tiểu thuyết được viết bởi Lưu Liễm Tử, một nhà văn Trung Quốc. Tiểu thuyết này được viết dựa vào cái kết của bộ phim truyền hình Hậu cung Chân Hoàn truyện.
Cuốn tiểu thuyết lấy thời kỳ triều đại nhà Thanh thời Càn Long làm bối cảnh, và Kế hoàng hậu Na Lạp thị là nhân vật chính. Cuốn tiểu thuyết gồm 6 quyển và đã được xuất bản bởi Nhà xuất bản Trung Quốc Hoa Kiều vào năm 2012. Năm 2016, cuốn tiểu thuyết đã được chuyển thể thành phim truyền hình mang tên Như Ý truyện và được ra mắt vào ngày 20 tháng 8 năm 2018. Vào ngày 12 tháng 7 năm 2017, Bảng giá trị IP Văn học Hồ Nhuận năm 2017 đã được phát hành, và "Hậu cung Như Ý truyện" xếp hạng 78.

## Giới thiệu
Cuốn tiểu thuyết này của Lưu Liễm Tử (流潋紫; tên thật Ngô Tuyết Lam 吴雪岚) bắt đầu viết vào năm 2011, khoảng thời gian sau kết thúc quá trình đồng biên kịch cho bộ phim Chân Hoàn truyện. Bộ phim Chân Hoàn truyện dựa vào tiểu thuyết Hậu cung Chân Huyên truyện trước đó của cô.
Nội dung tiểu thuyết đại khái có cảm hứng từ cái kết của phim Chân Hoàn truyện, Lưu Liễm Tử khi sáng tác có đưa vào rất nhiều chi tiết liên quan. Nhưng bản tiểu thuyết Hậu cung Chân Huyên truyện trước đó của cô là triều đại giả tưởng, sau lên phim, đạo diễn Trịnh Hiểu Long đã chuyển thành triều đại của Ung Chính nên rất nhiều chi tiết liên quan của phim Chân Hoàn truyện được Lưu Liễm Tử khéo léo sử dụng và tránh đụng chạm trực tiếp. Khi bản phim của tiểu thuyết là Như Ý truyện bắt đầu quá trình lên biên kịch kịch bản, Lưu Liễm Tử - lúc này giữ vai trò biên kịch - quyết định sửa đi rất nhiều chi tiết của kịch bản phim, về bối cảnh ban đầu lẫn tính cách nhân vật. Qua đó có thể nói, giữa Hậu Cung Như Ý truyện cùng Như Ý truyện có sự khác nhau tương đối lớn, và Như Ý truyện có quan hệ rất lỏng lẻo với phim Chân Hoàn truyện, trong khi Hậu cung Như Ý truyện lại gần gũi hơn.
Bối cảnh cuốn tiểu thuyết viết về đời Càn Long, tức ngay sau đời Ung Chính mà phim Chân Hoàn truyện thể hiện. Nhân vật nữ chính dựa vào Kế hoàng hậu Na Lạp thị - kế hậu của Càn Long Đế, cũng là hình tượng mà Lưu Liễm Tử sử dụng chính để thiết kế nên nhân vật Ôn Dụ Hoàng hậu Chu Nghi Tu trong loạt tiểu thuyết Hậu cung Chân Huyên truyện trước đó. Câu chuyện thiết kế cho Kế hậu là cháu gái của Hiếu Kính Hiến Hoàng hậu Na Lạp thị của Ung Chính Đế, dù trên lịch sử thì giữa hai vị hoàng hậu này chỉ cùng họ Na Lạp thị mà không có quan hệ gia đình.

## Cốt truyện
Sau khi Ung Chính băng hà, cháu gái của Cảnh Nhân cung Hoàng hậu là Thanh Anh bắt buộc phải nương theo thời thế mà tồn tại. Bởi vì bà Cảnh Nhân đắc tội với Thái hậu mới, bị phán không thể dùng thân phận hoàng hậu nhập táng đế lăng, khiến cho Thanh Anh lo sợ không biết phải dựa vào đâu để sinh tồn. Sau cố gắng lèo lái, Thanh Anh xin Thái hậu ban cho tên mới để làm lại cuộc đời, và Thái hậu lấy tên Như Ý, với ý nghĩa "Lấy tĩnh làm động", khuyên Như Ý phải biết nhẫn nhịn mà sống.
Cốt truyện xoay quanh nữ chính Như Ý cố gắng tồn tại khi gia tộc thất thế, giữa một Hoàng hậu Phú Sát Lang Hoa mưu trí, một Cao Giai Hi Nguyệt đắc thế kiêu ngạo, một Gia phi Kim Ngọc Nghiên đầy dã tâm và kiên nhẫn, và một Ngụy Yến Uyển rành rẽ chuyện ném đá giấu tay. Trải qua rất nhiều đàn áp và bị lợi dụng, Như Ý thuận lợi làm hoàng quý phi, rồi làm hoàng hậu, có thể làm chủ địa vị và quan trọng nhất là sánh vai với chồng của mình, Hoàng đế Càn Long.
Thế nhưng Như Ý cũng dần nhận ra, người chồng Càn Long của mình mới là đối tượng khó đối phó nhất. Hai người gặp nhau cũng chỉ là tình thế miễn cưỡng, Càn Long khi ấy là Tứ a ca Hoằng Lịch, thân phận không cao, nghe theo dưỡng mẫu Hi Quý phi mà chịu lấy Như Ý làm trắc phúc tấn, hòng muốn lợi dụng vị thế cháu gái hoàng hậu của cô. Mà bản thân Như Ý vừa bị Tam a ca Hoằng Thời từ bỏ, nên không thể không thuận lý thành chương mà làm trắc phúc tấn của Hoằng Lịch. Sau một thời gian chung sống, Càn Long thật sự thích Như Ý, mà Như Ý cũng dần dành thực tâm để suy nghĩ cho chồng.
Tuy nhiên từ khi công chúa Hàn bộ là Hàn Hương Kiến nhập cung, tình cảm của cả hai cũng dần tan vỡ. Càn Long mê đắm sắc đẹp mà đày đọa vợ, rồi lại nghi kị Như Ý có tình cảm với người khác, mà bản thân Như Ý cũng cương liệt chống trả, không hề cúi đầu trước người vừa là chồng, lại vừa là chủ nhân. Đó cũng chính là lý do về sau, cả hai người tan vỡ, một thì tự sát, một thì hối hận đến cuối đời.

## Hệ thống hậu cung
Tiểu thuyết được Lưu Liễm Tử xây dựng dựa trên Hậu cung nhà Thanh, song nhiều chi tiết không đúng. Hệ thống hậu cung của tiểu thuyết vì ảnh hưởng từ hệ thống của Hậu cung Chân Huyên truyện và sau là phim Chân Hoàn truyện mà có những đặc thù không tồn tại trong hậu cung triều Thanh.
| Hậu cung triều Thanh của tiểu thuyết                                  |         |          | |
| Tước vị                                                               | Chữ Hán | Số lượng | Vai trò |
| Hoàng hậu                                                             | 皇后    | 1 người  | Bậc chí tôn, thống lĩnh phi tần trong hậu cung, có toàn quyền về vấn đề nội trị. |
| Hoàng quý phi                                                         | 皇貴妃  | 1 người  | Chỉ dưới hoàng hậu, "Vị đồng Phó hậu" (位同副后). Không thường được định ra. Khi không có hoàng hậu, hoàng đế sẽ chọn người đảm nhiệm vị trí này. Một hoàng quý phi sẽ có quyền xử lý chuyện của lục cung với vai trò hoàng hậu, do vậy có kiêm thêm xưng vị "Nhiếp lục cung sự" (攝六宮事). |
| Quý phi                                                               | 貴妃    | 2 người  | Chủ vị 1 cung, có thể giúp hoàng quý phi quản lý lục cung, khi ấy sẽ được gia thêm xưng vị "Hiệp lý lục cung" (協理六宮). |
| Phi                                                                   | 妃      | 4 người  | Chủ vị 1 cung. |
| Tần                                                                   | 嬪      | 6 người  | Chủ vị 1 cung. |
| Từ đây trở lên được làm chủ 1 cung, tức "Nhất cung Chủ vị" (一宮主位) |         |          | |
| Quý nhân                                                              | 貴人    | Không    | Không có vai trò cụ thể, trú tại một trong các cung của bậc tần trở lên. |
| Thường tại                                                            | 常在    | Không    | Không có vai trò cụ thể, trú tại một trong các cung của bậc tần trở lên. |
| Đáp ứng                                                               | 答應    | Không    | Không có vai trò cụ thể, trú tại một trong các cung của bậc tần trở lên. |
| Quan nữ tử                                                            | 官女子  | Không    | Không có vai trò cụ thể, trú tại một trong các cung của bậc tần trở lên. |

Theo tiểu thuyết, ngoại trừ thái hậu, hoàng đế và hoàng hậu được xưng "Chủ tử" (主子), các phi tần đều chỉ được gọi là "Tiểu chủ" (小主). Từ tước tần trở lên là chủ vị của một cung, còn gọi "Nhất cung chủ vị" (一宮主位), tức có thể xưng "Bổn cung" (本宮), ở chính điện của cung đó và được các thái giám cung nữ trong hậu cung xưng gọi bằng danh xưng "Nương nương" (娘娘).
Khi trong cung không có hoàng hậu, hoặc hoàng hậu không thể giải quyết chuyện ở hậu cung, thì tước vị hoàng quý phi sẽ được lập, khi đó các hoàng quý phi sẽ có vị trí ngang "Vị đồng Phó hậu" (位同副后), lại gia thêm xưng vị "Nhiếp lục cung sự" (攝六宮事) và thay hoàng hậu quản lý hậu cung. Do đó, những hoàng quý phi thường có đặc quyền được các phi tần khác đến chính điện thỉnh an, một loại lễ nghi vốn chỉ dành riêng cho hoàng hậu, tức là khái niệm "Hợp cung thỉnh an" (合宮請安). Ngoài ra, trong tiểu thuyết cũng hay có trường hợp một quý phi hay phi có quyền cùng hoàng hậu (hoặc hoàng quý phi) cai quản lục cung, tức là khái niệm "Hiệp lý lục cung" (協理六宮).

## Các tuyến nhân vật

### Nhân vật chính
| Nhân vật                                  | Nơi ở | Giới thiệu |
| Ô Lạp Na Lạp Như Ý (烏拉那拉·如懿)        | Bảo Thân vương phủ (寶親王府) Diên Hi cung (延禧宮) Lãnh cung (冷宮) Dực Khôn cung (翊坤宮)                                                            | Bảo Thân vương Trắc phúc tấn (寶親王側福晉; Thanh phúc tấn 青福晉) → Nhàn phi (嫻妃) → Nhàn Quý nhân (嫻貴人) → Thứ nhân (庶人) → Nhàn phi (嫻妃) → Nhàn Quý phi (嫻貴妃) → Hoàng quý phi (皇貴妃) → Hoàng hậu (皇后) → Dực Khôn cung nương nương (翊坤宮娘娘) . Nguyên có tên Thanh Anh (青櫻), là cháu gái của Hiếu Kính Hiến Hoàng hậu và Cảnh Nhân cung Hoàng hậu. Sau khi Cảnh Nhân cung Hoàng hậu thất thế, Thanh Anh xin Thái hậu ban cho tên mới là Như Ý (如懿). Trong tiểu thuyết, nhân vật Như Ý ban đầu được chỉ định cho Tam a ca Hoằng Thời, khi ấy là hoàng tử được bà Cảnh Nhân nhận làm nghĩa tử. Sau đó Như Ý bị Hoằng Thời từ bỏ, cộng thêm vì khích bác người cô là Cảnh Nhân cung Hoàng hậu, nên mới bị gả làm trắc phúc tấn cho Càn Long, tức Tứ a ca Hoằng Lịch. Khi còn là cháu gái hoàng hậu, Như Ý khá kiêu ngạo và không mấy thích Càn Long. Tuy nhiên qua nhiều diễn biến, Như Ý dần cũng dần sửa lại tính cách, và quan trọng nhất là toàn tâm toàn ý với chồng mình. Trong chuyến Nam tuần năm Càn Long thứ 30, Càn Long vì triệu hạnh ca kỹ quá độ nên đã xảy ra tranh chấp với Như Ý. Trong cơn nóng nảy, Càn Long tát Như Ý và sỉ nhục mối quan hệ giữa cô với Lăng Vân Triệt, điều này triệt để khiến Như Ý tuyệt vọng và đưa ra quyết định cắt tóc. Càn Long tuyên bố Như Ý bị điên, ra chế mệnh giam vào Dực Khôn cung và cho Ngụy Yến Uyển làm hoàng quý phi để thay hoàng hậu nhiếp quản hậu cung. Tuyệt vọng sau cái chết của Vĩnh Kỳ, Như Ý bày kế tự sát khiến Ngụy Yến Uyển dính hiềm nghi ám hại hoàng hậu. Sau khi Như Ý mất, Càn Long dùng lễ tang của hoàng quý phi an táng và chôn cùng một chỗ với người bạn lúc sinh thời là Tô Lục Quân. Sinh ra Thập nhị a ca Vĩnh Cơ, Ngũ công chúa Cảnh Hủy và Thập tam a ca Vĩnh Cảnh. |
| Ô Lạp Na Lạp Như Ý (烏拉那拉·如懿)        | Bảo Thân vương phủ (寶親王府) Diên Hi cung (延禧宮) Lãnh cung (冷宮) Dực Khôn cung (翊坤宮)                                                            | Trong lịch sử, Kế Hoàng hậu Na Lạp thị không liên quan gì đến Hiếu Kính Hiến Hoàng hậu. Bà là một trong 2 vị hoàng quý phi hiếm hoi triều Thanh có danh phận "Nhiếp lục cung sự" với nghi lễ cùng địa vị ngang với hoàng hậu, bên cạnh Hiếu Toàn Thành Hoàng hậu. Trên phim, nhân vật Như Ý được thay đổi đáng kể từ tính cách đến bối cảnh vào lúc đầu. Phim xây dựng Như Ý cùng Càn Long vốn là thanh mai trúc mã, thậm chí Càn Long vốn chọn cô làm đích phúc tấn chứ không phải Lang Hoa. Đồng thời, tình cảm giữa cô và Cảnh Nhân cung Hoàng hậu cũng được tích cực hơn. |
| Ái Tân Giác La Hoằng Lịch (愛新覺羅·弘曆) | Bảo Thân vương phủ (寶親王府) Dưỡng Tâm điện (養心殿)                                                                                                  | Bảo Thân vương (寶親王) → Càn Long Đế (乾隆帝) . Hoàng tử thứ 4 của Ung Chính Đế, con trai của Lý Kim Quế, dưỡng tử của Thái hậu. Mẹ ruột là Lý Kim Quế xuất thân thấp, sau khi sinh Hoằng Lịch thì qua đời, bản thân Hoằng Lịch thì bị bỏ rơi tại Viên Minh viên. Về sau, Hoằng Lịch không những được Hi Quý phi nhận nuôi mà còn kế vị hoàng đế, lấy niên hiệu Càn Long. Tính cách tàn nhẫn và thâm độc, nhưng luôn tỏ ra rất dịu dàng với các thê thiếp của mình, như ngầm hại chết Cao Hi Nguyệt, hờ hững với Lang Hoa nhưng đều giả vờ là người trọng tình nghĩa. Về sau có tân sủng là Bạch Nhị Cơ, Ý Hoan, Vệ Yến Uyển và Hàn Hương Kiến, nhưng đều tự tay hãm hại họ. Ban đầu lợi dụng Như Ý vì xuất thân cháu gái hoàng hậu, sau chuyển qua để tâm đến Như Ý, chủ động đưa cô lên làm hoàng hậu của mình. Từ khi Hàn Hương Kiến nhập cung, Càn Long lại say mê Hương Kiến mà lạnh nhạt, thậm chí đày đọa Như Ý khiến tình cảm vợ chồng tan vỡ. Trong một chuyến Nam tuần, Càn Long sủng hạnh kỹ nữ không điều độ, khi Như Ý đến khuyên bảo thì quát mắng sỉ nhục, thậm chí chỉ trích chuyện giữa Như Ý cùng Lăng Vân Triệt, điều này đã khiến Như Ý đoạn tình mà cắt tóc, quyết định cắt đứt quan hệ vợ chồng. Sau khi Như Ý tự sát, liền hối hận vì đã hiểu lầm Như Ý, nhưng tâm khí cao ngạo vẫn khiến ông không hối hận với quyết định về đãi ngộ hậu sự của ông dành cho cô. Sau cùng cho hạ chỉ:"Từ nay không chọn nữ nhân Ô Lạp Na Lạp thị vào cung, để họ có cuộc sống bình thường ở dân gian". Nhân cách được ví như hoa thủy tiên, đại ý chỉ yêu bản thân mình mà thôi. |
| Ái Tân Giác La Hoằng Lịch (愛新覺羅·弘曆) | Bảo Thân vương phủ (寶親王府) Dưỡng Tâm điện (養心殿)                                                                                                  | Chi tiết mẹ ruột và mẹ nuôi hoàn toàn là hư cấu, sinh mẫu của Càn Long Đế chỉ có Hiếu Thánh Hiến Hoàng hậu. Ngoài ra, Càn Long tuy nhận tước hiệu Bảo Thân vương nhưng chưa bao giờ xuất cung lập phủ riêng, nơi ông cư trú về sau đổi gọi thành Trọng Hoa cung. |
| Phú Sát Lang Hoa (富察·琅嬅)              | Bảo Thân vương phủ (寶親王府) Trường Xuân cung (長春宮)                                                                                                | Bảo Thân vương Đích phúc tấn (寶親王嫡福晉) → Hoàng hậu (皇后) → Hiếu Hiền Hoàng hậu (孝賢皇后; truy phong) . Xuất thân Mãn Châu Tương Hoàng kỳ Phú Sát thị, con gái Sát Cáp Nhĩ Tổng quản Lý Vinh Bảo, cháu của Đại học sĩ Mã Tề, đồng thời là chị của Đại học sĩ Phó Hằng. Tính cách thông tuệ, lại giỏi dùng mưu lược. Đích thê do chính Càn Long lựa chọn, cộng thêm sự thúc giục từ gia tộc, Lang Hoa luôn ám ảnh chuyện trở thành một người vợ chuẩn mực đối với chồng, đồng thời còn phải là một hoàng hậu có thể giúp gia tộc Phú Sát thị hưng thịnh. Cố ý sai người ngầm ngược đãi Đại a ca Vĩnh Hoàng, đồng thời dung túng Tam a ca Vĩnh Chương nhằm đảm bảo vị thế cho con trai là Nhị a ca Vĩnh Liễn. Cho người dùng "Linh lăng hương" (零陵香) khảm vào đôi vòng ngọc quý và tặng cho Như Ý cùng Cao Hi Nguyệt, khiến cho hai người nhiều năm không thể mang thai. Sinh Đoan Tuệ Hoàng thái tử Vĩnh Liễn, Thất a ca Vĩnh Tông, Đại công chúa mất sớm và Hòa Kính công chúa Cảnh Sắt. |
| Phú Sát Lang Hoa (富察·琅嬅)              | Bảo Thân vương phủ (寶親王府) Trường Xuân cung (長春宮)                                                                                                | Trong lịch sử, Hiếu Hiền Thuần Hoàng hậu Phú Sát thị nổi danh hiền hậu của triều Thanh. |
| Cao Hi Nguyệt (高晞月)                    | Bảo Thân vương phủ (寶親王府) Hàm Phúc cung (咸福宮)                                                                                                   | Bảo Thân vương Thứ phúc tấn (寶親王庶福晉; Cao cách cách 高格格) → Bảo Thân vương Trắc phúc tấn (寶親王側福晉; Nguyệt phúc tấn 月福晉) → Tuệ Quý phi (慧貴妃) → Hoàng quý phi (皇貴妃) → Tuệ Hiền Hoàng quý phi (慧賢皇貴妃; truy phong) . Con gái Giang Nam Hà Đạo Tổng đốc Đại học sĩ Cao Bân. Nguyên xuất thân Hán Quân kỳ Bao y, sau này gia tộc được trọng dụng, được nâng thành Tương Hoàng kỳ Mãn Châu và ban họ "Cao Giai thị" (高佳氏). Tính tình ban đầu nhu mì hiền thục, trời sinh có chứng ứ huyết nên rất sợ lạnh. Sau khi gia tộc được nâng kỳ, và bản thân là quý phi, Hi Nguyệt trở nên kiêu ngạo tự mãn và thường tỏ ra không ưa thích Như Ý khi ấy chỉ là Nhàn phi, thậm chí vì chán ghét Như Ý mà sai Hương Vân ám hại Hải Lan - người có quan hệ tốt với Như Ý. Vì lấy lòng Lang Hoa và muốn đoạt Đại a ca Vĩnh Hoàng, Cao Hi Nguyệt còn chủ động hãm hại Như Ý trong vụ án Mai tần Bạch Nhị Cơ cùng Di tần Hoàng Khởi Vân sinh non, cuối cùng khiến Như Ý bị giam trong lãnh cung. Sau khi Như Ý phục vị, bị tính kế dọa ma qua cái chết của A Nhược, từ đó suy sụp và thất sủng đến khi chết. Biết được Lang Hoa dùng vòng ngọc khiến mình vô sinh thông qua Như Ý, Cao Hi Nguyệt tố cáo Lang Hoa trước Càn Long, không biết chính Càn Long (và cả Thái hậu) cũng động tay động chân trong thuốc dưỡng bệnh của cô, khiến bệnh của cô ngày càng nguy kịch qua nhiều năm. Khi lâm chung, Càn Long tấn phong làm hoàng quý phi, trước khi chết đã kịp để Càn Long ngồi trên đệm lông ngỗng có ủ mầm bệnh, khiến Càn Long và cả Như Ý suýt mất mạng. |
| Cao Hi Nguyệt (高晞月)                    | Bảo Thân vương phủ (寶親王府) Hàm Phúc cung (咸福宮)                                                                                                   | Theo lịch sử, Tuệ Hiền Hoàng quý phi Cao Giai thị sinh thời không có phong hiệu mà chỉ có danh vị quý phi, chữ "Tuệ" vốn là thụy hiệu trong cặp thụy hiệu của. Ngoài ra, gia tộc Cao Giai thị trong lịch sử vốn là Nội vụ phủ Bao y, khi xuất kỳ thì trở thành Mãn Châu Bát kỳ, chưa bao giờ là Hán Quân Bát kỳ. |
| Kim Ngọc Nghiên (金玉妍)                  | Bảo Thân vương phủ (寶親王府) Khải Tường cung (啟祥宮)                                                                                                 | Bảo Thân vương Thứ phúc tấn (寶親王庶福晉; Kim cách cách 金格格) → Gia Quý nhân (嘉貴人) → Gia tần (嘉嬪) → Gia phi (嘉妃) → Gia Quý phi (嘉貴妃) → Gia tần (嘉嬪) → Gia Quý nhân (嘉貴人) → Gia tần (嘉嬪) → Gia phi (嘉妃) → Gia Quý phi (嘉貴妃) → Thục Gia Hoàng quý phi (淑嘉皇貴妃; truy phong) . Xuất thân Triều Tiên vương triều, gả đến Đại Thanh nhận Thượng tứ viện Kim Tam Bảo làm nghĩa phụ. Tổ mẫu là em gái của Đại phi Triều Tiên, Kim Ngọc Nghiên cùng Thế tử có quan hệ tình cảm. Vẻ ngoài luôn kiêu ngạo bá đạo không hề giấu diếm, bên trong lại đầy âm mưu cùng dã tâm. Là người chủ động hiến kế vòng tay chứa "Linh lăng hương" lên cho Lang Hoa, vừa lấy lòng Lang Hoa mà vừa khiến Như Ý cùng Hi Nguyệt không thể có thai, góp phần đạt ý muốn sinh hạ hoàng tử được yêu thích nhất đối với Càn Long, từ đó có thể góp sức cho Thế tử về chính trị. Sau bị Triều Tiên cùng Thế tử ruồng bỏ, Ngọc Nghiên uất hận mà chết. Càn Long vì căm ghét Ngọc Nghiên mà cố ý dùng chữ "Thục Gia" (淑嘉) làm thụy hiệu, đồng âm với với "Thâu Gia" (輸家), ý là kẻ thua cuộc. Ngoài ra, Kim Ngọc Nghiên cũng bị vứt xác, thi thể an táng trong quan tài là một quan nữ tử vô danh trong hậu cung. Sinh ra Tứ a ca Vĩnh Thành, Bát a ca Vĩnh Tuyền, Cửu a ca và Thập nhất a ca Vĩnh Tinh. |
| Kim Ngọc Nghiên (金玉妍)                  | Bảo Thân vương phủ (寶親王府) Khải Tường cung (啟祥宮)                                                                                                 | Bối cảnh nhân vật Kim Ngọc Nghiên trong tiểu thuyết bị cường điệu. Thực tế, Thục Gia Hoàng quý phi Kim Giai thị chỉ là người nhà Thanh gốc Triều Tiên, được đưa vào hệ thống Bao y xuất thân Cao Ly. Trên phim, vì để tránh vấn đề chính trị mà Triều Tiên bị hư cấu thành một gia tộc có tên Ngọc thị (玉氏). |
| Ngụy Yến Uyển (魏嬿婉)                    | Tứ chấp khố (四執庫) A ca sở (阿哥所) Chung Túy cung (鍾粹宮) Hoa phòng (花房) Khải Tường cung (鍾粹宮) Dưỡng Tâm điện (養心殿) Vĩnh Thọ cung (永壽宮) | Tứ chấp khố Cung nữ (四執庫宮女) → A ca sở Tam công chúa Thị nữ (阿哥所三公主侍女) → Chung Túy cung Cung nữ (鍾粹宮宮女) → Hoa phòng Cung nữ (花房宮女) → Khải Tường cung Cung nữ (啟祥宮宮女) → Ngự tiền Thị nữ (御前侍女) → Ngụy Đáp ứng (魏答應) → Ngụy Thường tại (魏常在) → Lệnh Quý nhân (令貴人) → Lệnh tần (令嬪) → Lệnh phi (令妃) → Lệnh Quý phi (令貴妃) → Hoàng quý phi (皇貴妃) → Lệnh Ý Hoàng quý phi (令懿皇貴妃; truy phong) . Xuất thân Chính Hoàng kỳ Hán Quân kỳ Bao y, cha là Nội quản lĩnh đã bị cách chức Ngụy Thanh Thái. Do xuất thân sa sút, Yến Uyển phải vào cung làm cung nữ ở Tứ chấp khố, một khu vực lao động khổ sai trong hậu cung. Tính tình yêu mị, tham mê vinh hoa, khi được Càn Long có chút hứng thú thì Yến Uyển ngay lập tức bỏ rơi thanh mai trúc mã là Lăng Vân Triệt. Do từng là cung nữ của Khải Tường cung, dù lên làm phi tần nhưng Yến Uyển vẫn bị Gia phi Kim Ngọc Nghiên khinh thường và nhân cơ hội nhục mạ, đồng thời cho rằng nhóm người Như Ý khinh rẻ mình nên cảm thấy căm hận. Nhớ thù, Yến Uyển nhân vụ chó điên giết hại Ngũ công chúa Cảnh Hủy, lại nhân đó hại Kim Ngọc Nghiên và cái thai của Hãn tần Đới Mi Nhược. Thời điểm Như Ý cùng Càn Long rạn nứt vì sự xuất hiện của Hàn Hương Kiến, Ngụy Yến Uyển nhanh chóng chen vào giữa, cuối cùng được Càn Long phong lên làm quý phi, dần có bước chuyển mình lớn. Sau khi Như Ý cắt tóc trong chuyến Nam tuần, Ngụy Yến Uyển trở thành hoàng quý phi, được Càn Long giao cho quyền như quản lý lục cung như Phó hậu, trực tiếp thay thế hoàng hậu chủ sự mọi việc trong cung. Có được quyền thế, Ngụy Yến Uyển bắt đầu kế hoạch hại chết Ngũ a ca Vĩnh Kỳ, chén ép khiến Như Ý phải tự vẫn. Cuối cùng, Ngụy Yến Uyển bị Càn Long ban chết nhưng vẫn giữ tước vị hoàng quý phi, do Càn Long đã chọn con trai cô là Vĩnh Diễm làm thái tử kế vị. Sinh Thất công chúa Cảnh Ngoạn, Thập tứ a ca Vĩnh Lộ, Cửu công chúa Cảnh Vân, Thập ngũ a ca Vĩnh Diễm, Thập lục a ca Vĩnh Toàn và Thập thất a ca Vĩnh Lân. |
| Ngụy Yến Uyển (魏嬿婉)                    | Tứ chấp khố (四執庫) A ca sở (阿哥所) Chung Túy cung (鍾粹宮) Hoa phòng (花房) Khải Tường cung (鍾粹宮) Dưỡng Tâm điện (養心殿) Vĩnh Thọ cung (永壽宮) | Trong lịch sử, Hiếu Nghi Thuần hoàng hậu Ngụy Giai thị vốn là thuộc tầng lớp Bao y, kể cả sau khi được đài kỳ, gia tộc bà vẫn thuộc Mãn Châu Bát kỳ mà chưa từng là Hán Quân Bát kỳ. Có giả thuyết về gốc gác của Ngụy thị, một trong đó là xuất thân từ tộc người Hán, tuy nhiên dân tộc tính không phải là định nghĩa về Hán Quân Bát kỳ của chế độ nhà Thanh. Trên phim, vì để tránh đụng chạm với Ngụy Giai thị trong lịch sử, nhân vật Ngụy Yến Uyển được đổi họ thành họ Vệ (卫), họ này đồng âm "wei" với họ Ngụy trong tiếng Trung. Ngoài ra, phong hiệu "Lệnh" (令) cũng đổi thành "Lệnh" (炩), cũng là hai từ đồng âm với nhau. |
| Kha Lý Diệp Đặc Hải Lan (珂里葉特·海蘭)   | Bảo Thân vương phủ (寶親王府) Hàm Phúc cung (咸福宮) Diên Hi cung (延禧宮)                                                                             | Bảo Thân vương phủ Tú nương (寶親王府繡娘) → Bảo Thân vương Thứ phúc tấn (寶親王庶福晉; Hải cách cách 海格格) → Hải Thường tại (海常在) → Hải Quý nhân (海貴人) → Du tần (愉嬪) → Du phi (愉妃) . Xuất thân là cách cách trong một gia đình quan lại Mãn Châu tầm trung. Cha là Ngạch Nhĩ Cát Đồ từng giữ chức viên ngoại lang nhưng chịu tội mà bị cách chức đã lâu, từ đó gia cảnh suy sụp, khiến Hải Lan phải nhập phủ Bảo Thân vương với thân phận tú nương - tức người may vá, một thân phận không được xem là cao đối với một cách cách quan lại. Một lần vì Càn Long khi còn là Bảo Thân vương uống rượu say mà cưỡng bức Hải Lan, nhưng sau hôm đó Càn Long một mực phủ nhận chuyện này. Điều này khiến Hải Lan trong vương phủ từng bị cười nhạo vì là tú nương cũng không chuẩn mà thứ phúc tấn cũng không xong, sau nhờ Như Ý cầu tình mà Hải Lan có thể làm thứ phúc tấn, cũng gọi "Cách cách" trong vương phủ. Từ đấy mà hai người trở thành chị em tốt, Hải Lan cũng giúp Như ý trong chuyện hại Nhị a ca Vĩnh Liễn, đồng thời thay Như Ý xử lý Đại a ca Vĩnh Hoàng trong sự kiện quốc tang của Lang Hoa. Sau khi Như Ý tự sát, Hải Lan liên kết cùng Hàn Hương Kết, Ba Lâm Diễm Phất và Trần Uyển Nhân hạ bệ Ngụy Yến Uyển. Sắp xếp Uông Phù Chỉ trông giống Như Ý khiến địa vị của Ngụy Yến Uyển lung lay và tăng thêm gợi nhớ Như Ý của Càn Long, cuối cùng thành công khiến Ngụy Yến Uyển bị Càn Long ban chết. Sinh ra Ngũ a ca Vĩnh Kỳ. |
| Kha Lý Diệp Đặc Hải Lan (珂里葉特·海蘭)   | Bảo Thân vương phủ (寶親王府) Hàm Phúc cung (咸福宮) Diên Hi cung (延禧宮)                                                                             | Trong lịch sử, Du Quý phi tuy đúng có họ gốc Mông Cổ là Kha Lý Diệp Đặc thị, nhưng lại cũng gọi "Hải Giai thị" (海佳氏) hay "Hải thị" (海氏), và sách văn đời Thanh đều ghi Du Quý phi làm Hải thị. |
| Lăng Vân Triệt (凌雲徹)                   | Lãnh cung (冷宮) Khôn Ninh cung (坤寧宮) Mộc Lan Vi Trường (木蘭圍場) Dực Khôn cung (翊坤宮)                                                           | Lãnh cung Thị vệ (冷宮侍衛) → Khôn Ninh cung Thị vệ (坤寧宮侍衛) → Ngự tiền Lam Linh Thị vệ (御前藍翎侍衛) → Ngự tiền Tam đẳng Thị vệ (御前三等侍衛) → Mộc Lan Vi Trường khổ dịch (木蘭圍場苦役) → Ngự tiền Nhị đẳng Thị vệ (御前二等侍衛) → Ngự tiền Nhất đẳng Thị vệ (御前一等侍衛) → Dực Khôn cung Thái giám (翊坤宮太監) . Xuất thân Hán Quân kỳ Chính Hồng kỳ, cũng thuộc tầng lớp Bao y và là thanh mai trúc mã của Ngụy Yến Uyển. Sau vì chướng mắt Lăng Vân Triệt, Càn Long tùy tiện dùng lý do tay chân không sạch sẽ mà giam vào Thận hình ty. Hải Lan thấy không thể giữ, bèn cùng Tam Bảo vào Thận hình ty ban chết Lăng Vân Triệt. Trước khi chết, Lăng Vân Triệt cầu xin tha cho Ngụy Yến Uyển một mạng, và trao lại chiếc nhẫn Hồng bảo thạch đính ước giữa hai người cho Hải Lan. Y hệt như kết cục dành cho Vương Khâm, Lăng Vân Triệt bị hành hình bằng cách đem giấy nặng thấm ướt đắp lần lượt lên mặt, đắp đến khi không còn lỗ thở, khiến người bị hành hình chết ngạt. |
| Lăng Vân Triệt (凌雲徹)                   | Lãnh cung (冷宮) Khôn Ninh cung (坤寧宮) Mộc Lan Vi Trường (木蘭圍場) Dực Khôn cung (翊坤宮)                                                           | Trong chế độ lịch sử nhà Thanh thì Thị vệ là người Bát Kỳ thuộc Kỳ phân Tá lĩnh hoặc Bao y, đều là "Lương dân" trong chế độ xã hội. Việc tùy tiện giết lương dân hay nhục hình đều là những việc quy định cụ thể mà một mình Hoàng đế nhà Thanh không thể tùy tiện làm, nhất là chưa thông qua các đại thần có trách nhiệm thẩm vấn pháp lý. |

### Nhân vật hậu phi
| Nhân vật                                           | Nơi ở                                                                                         | Giới thiệu |
| Tô Lục Quân (蘇綠筠)                               | Bảo Thân vương phủ (寶親王府) Chung Túy cung (鍾粹宮)                                         | Bảo Thân vương Thứ phúc tấn (寶親王庶福晉; Tô cách cách 蘇格格) → Thuần tần (純嬪) → Thuần phi (純妃) → Thuần Quý phi (純貴妃) → Hoàng quý phi (皇貴妃) → Thuần Huệ Hoàng quý phi (純惠皇貴妃; truy phong) . Xuất thân Hán Quân kỳ, gia thế không cao, thường bầu bạn với Như Ý sau khi nhập cung, thời gian đầu là một trong ít người giao hảo với Như Ý. Sau vì vấn đề trở thành kế hậu mà từng xích mích với Như Ý, nhưng nhanh chóng sau đó mà hóa giải. Khi Càn Long nạp Hàn Hương Kiến làm phi tử, con trai Lục Quân là Tam a ca Vĩnh Chương vì lỡ lời mà bị giận, Tô Lục Quân vất vả cầu tình, cuối cùng bị chỉ điểm có âm mưu hại Lang Hoa cùng Tố Tâm năm xưa thông qua trâm hoa, rồi bị Càn Long đá trúng ngực thổ huyết. Khi nằm chờ chết được Càn Long an ủi, tấn phong làm hoàng quý phi. Qua đời trước con trai Tam a ca vài ngày. Sinh ra Tam a ca Vĩnh Chương, Lục a ca Vĩnh Dung và Tứ công chúa Cảnh Nghiên. Sau khi Như Ý bị biếm lãnh cung, nuôi dưỡng Đại a ca Vĩnh Hoàng. |
| Tô Lục Quân (蘇綠筠)                               | Bảo Thân vương phủ (寶親王府) Chung Túy cung (鍾粹宮)                                         | Trong lịch sử, Thuần Huệ Hoàng quý phi Tô thị là người Hán, tức "Dân nhân" theo chế độ nhà Thanh, nói đến những người không có hộ tịch Bát Kỳ. Về sau, vì để che giấu xuất thân này, Càn Long cho gia đình bà nhập Chính Bạch kỳ, phân vào tầng lớp Bao y. Bà chưa bao giờ là Hán Quân Bát kỳ. |
| Phú Sát Chư Anh (富察·諸瑛)                        | Bảo Thân vương phủ (寶親王府)                                                                 | Bảo Thân vương Thứ phúc tấn (寶親王庶福晉; Chư Anh cách cách 諸瑛格格) → Triết phi (哲妃; truy phong) → Triết Mẫn Hoàng quý phi (哲憫皇貴妃; truy phong) . Xuất thân đại gia tộc Mãn Châu Tương Hoàng kỳ Phú Sát thị, là tộc tỷ của Phú Sát Lang Hoa. Cái chết do một tay Kim Ngọc Nghiên sắp đặt, nhưng thường được đồn đoán là do Lang Hoa hại chết. Sinh ra Đại a ca Vĩnh Hoàng và Nhị công chúa (chết yểu). |
| Phú Sát Chư Anh (富察·諸瑛)                        | Bảo Thân vương phủ (寶親王府)                                                                 | Trong lịch sử, Triết Mẫn Hoàng quý phi Phú Sát thị là xuất thân Bao y, tuy cùng họ nhưng không cùng tổ tiên với Hiếu Hiền Thuần Hoàng hậu. Bên cạnh đó, trong lịch sử thì Triết Mẫn Hoàng quý phi nhập tiềm để hầu hạ Càn Long Đế sớm hơn Hiếu Hiền Thuần Hoàng hậu. |
| Trần Uyển Nhân (陳婉茵)                            | Bảo Thân vương phủ (寶親王府) Chung Túy cung (鍾粹宮)                                         | Bảo Thân vương Thứ phúc tấn (寶親王庶福晉; Trần cách cách 陳格格) → Uyển Đáp ứng (婉答應) → Uyển Thường tại (婉常在) → Uyển Quý nhân (婉貴人) → Uyển tần (婉嬪) → Uyển phi (婉妃) . Xuất thân bần hàn, là nha hoàn thông phòng của Càn Long khi còn là Bảo Thân vương. Trong các vị thị thiếp thì chỉ có Uyển Nhân là hầu như vô sủng, nên Uyển Nhân luôn hâm mộ những người được sủng như Hàn Hương Kiến. Tính tình dịu dàng, yêu Càn Long thật lòng, vì vậy từng bị Ngụy Yến Uyển lợi dụng, nhưng sau đó tỉnh táo thoát được mà không bị cuốn quá sâu. Trong sự kiện hạ bệ Ngụy Yến Uyển, chính Uyển Nhân góp sức tố giác hoàng quý phi một đòn chí mạng. Sau khi Ngụy Yến Uyển chết, Thập ngũ a ca Vĩnh Diễm chỉ 15 tuổi mà Thập thất a ca Vĩnh Lân còn nhỏ, do vậy Càn Long đều giao cho Uyển Nhân nuôi dưỡng, lệnh trong cung đối đãi cấp quý phi. Kết quả ở năm Càn Long thứ 59, tấn phong địa vị lên Uyển phi, cùng Càn Long an hưởng tuổi già. |
| Trần Uyển Nhân (陳婉茵)                            | Bảo Thân vương phủ (寶親王府) Chung Túy cung (鍾粹宮)                                         | Trong lịch sử, Uyển Quý phi Trần thị sơ phong thường tại mà không phải đáp ứng. |
| Hoàng Khởi Vân (黃綺澐)                            | Bảo Thân vương phủ (寶親王府) Cảnh Dương cung (景陽宮) Diên Hi cung (延禧宮)                  | Bảo Thân vương Thứ phúc tấn (寶親王庶福晉; Hoàng cách cách 黃格格) → Di Quý nhân (怡貴人) → Di tần (怡嬪; truy phong) . Xuất thân bình thường, là thị nữ bồi giá của Phú Sát Lang Hoa, được Càn Long sủng hạnh cho làm thứ phúc tấn. Sau khi Bạch Nhị Cơ sẩy thai, là phi tần kế tiếp mang thai, sau bị Kim Ngọc Nghiên tính kế sẩy thai. Vụ án của Hoàng Khởi Vân cộng thêm vụ án của Bạch Nhị Cơ, Phú Sát Lang Hoa cùng Cao Hi Nguyệt mượn dao giết người để giá họa Như Ý, tố giác Như Ý hãm hại hai phi tần mang thai và thành công khiến Như Ý bị giam vào lãnh cung. Sau khi hiểu lầm Như Ý hại con mình, Hoàng Khởi Vân ưu tư cùng phẫn uất dồn nén mà qua đời, được Càn Long truy phong làm Di tần. |
| Hoàng Khởi Vân (黃綺澐)                            | Bảo Thân vương phủ (寶親王府) Cảnh Dương cung (景陽宮) Diên Hi cung (延禧宮)                  | Trong lịch sử, Di tần là Bách thị đến năm Càn Long thứ 6 đã có phân vị quý nhân, Nghi tần mới là Hoàng thị qua đời sớm của Càn Long Đế. Khi lên phim có tên Hoàng Kỳ Doanh và đưa về đúng phong hiệu Nghi của Hoàng thị. |
| Bạch Nhị Cơ (白蕊姬)                               | Vĩnh Hòa cung (永和宮) Vũ Hoa các (雨花閣)                                                    | Nam phủ Nhạc kỹ (南府樂伎) → Mai Đáp ứng (玫答應) → Mai Thường tại (玫常在) → Mai Quý nhân (玫貴人) → Mai tần (玫嬪) . Xuất thân Tô Châu, giỏi đàn nguyệt cầm, sau vì Tiên đế yêu thích tỳ bà mà phải sửa học đàn tỳ bà. Được mang vào cung với danh nghĩa Cảnh Nhân cung Hoàng hậu, sau bị Thái hậu nắm thóp và thao túng, hòng làm con cờ sủng phi bên cạnh Càn Long. Là phi tần đầu tiên mang thai sau khi Càn Long lên ngôi, do tính tình kiêu ngạo mà đắc tội Cao Hi Nguyệt, bị Hi Nguyệt cùng Tố Luyện (thông đồng với Kim Ngọc Nghiên) tính kế đem thủy ngân vào thức ăn khiến cái thai dị dạng, sau còn bị Lang Hoa và Hi Nguyệt lợi dụng vụ án để hãm hại Như Ý. Nhiều năm sau lầm tưởng Lang Hoa chủ mưu hại con mình, theo kế của Mạt Tâm hại chết Thất a ca Vĩnh Tông. Cuối cùng bị Càn Long phát hiện mình là quân cờ của Thái hậu, rồi bị lợi dụng hại khiến Khánh tần Lục Mộc Bình không thể có con và nhân danh nghĩa đó để ban chết. Sau khi qua đời, Bạch Nhị Cơ không được an táng theo lễ tần mà chỉ qua loa liệm khăn trắng và đưa về cố hương. Sau đó Càn Long cùng Thái hậu ngầm xem Bạch Nhị Cơ không tồn tại, trong cung cũng không còn ai nói chuyện từng có một Mai tần. |
| Bạch Nhị Cơ (白蕊姬)                               | Vĩnh Hòa cung (永和宮) Vũ Hoa các (雨花閣)                                                    | Trong lịch sử, Càn Long Đế không có Mai tần Bạch thị, nguyên hình của nhân vật theo Lưu Liễm Tử là dựa vào Di tần Bách thị - một người xuất thân Giang Tô và có họ Bách giống âm tiết với họ Bạch. |
| Sách Xước Luân A Nhược (索綽倫·阿箬)               | Bảo Thân vương phủ (寶親王府) Diên Hi cung (延禧宮) Khải Tường cung (啟祥宮) Lãnh cung (冷宮) | Bảo Thân vương Trắc phúc tấn Thị nữ (寶親王側福晉侍女) → Diên Hi cung chưởng quản (延禧宫掌管) → Ngự tiền Thị nữ (御前侍女) → Thận Thường tại (慎常在) → Thận Quý nhân (慎貴人) → Thận tần (慎嬪) → Thứ nhân (庶人) . Xuất thân Tương Hồng kỳ Bao y, cha là Quế Đạc làm chức Tri huyện Chuẩn Âm. Vốn là cung nữ của Như Ý, về sau nhờ phản bội hãm hại Như Ý mà trở thành phi tần của Càn Long. Sau khi Như Ý ra khỏi lãnh cung, A Nhược bị Như Ý cùng Càn Long tính kế lộ tẩy chuyện phản bội chủ tử, bị Như Ý dùng "Miêu hình" (貓刑) mà xử lý. Bị phế làm Thứ nhân và tống vào lãnh cung, sau mặc một bộ đồ đỏ treo cổ tự sát. Tuy Càn Long không cho khôi phục vị hiệu, nhưng trên danh nghĩa vẫn tuyên bố dùng lễ an táng bậc tần cử hành. |
| Sách Xước Luân A Nhược (索綽倫·阿箬)               | Bảo Thân vương phủ (寶親王府) Diên Hi cung (延禧宮) Khải Tường cung (啟祥宮) Lãnh cung (冷宮) | Trong lịch sử, Càn Long Đế tuy thực sự có Thận tần cùng Thận Quý nhân, nhưng cả hai đều không mang họ "Sách Xước Luân thị". Theo bối cảnh tiểu thuyết, A Nhược là Thị tỳ của Như Ý, mà Như Ý là người Bát Kỳ nên Lưu Liễm Tử thiết kế cho A Nhược làm Bao y. Nhưng Bao y là tầng lớp phục vụ riêng cho hoàng thất nhà Thanh, quý tộc Bát Kỳ thuộc Kỳ phân Tá lĩnh không đủ tư cách có Bao y, mà họ chỉ có Kỳ hạ Gia nô. |
| Diệp Hách Na Lạp Ý Hoan (葉赫那拉·意歡)            | Trữ Tú cung (儲秀宮)                                                                          | Thư Quý nhân (舒貴人) → Thư tần (舒嬪) → Thư phi (舒妃) . Xuất thân Mãn Châu Tương Hoàng kỳ, con gái Thị lang Vĩnh Thụy. Vì xuất thân Diệp Hách Na Lạp thị mà bị Càn Long nghi kị, tính kế qua thuốc dưỡng thai (bị tráo thành ngừa thai) để không thể có con. Vô tình chán nản uống thuốc, Ý Hoan lại có thai, nhưng từ đây khiến Vệ Yến Uyển căm hờn, bởi vì Vệ Yến Uyển tự lén uống thuốc ngừa thai chỉ cấp riêng cho Ý Hoan nên cũng bị vạ lây. Khi đang mang thai, Ý Hoan bị Yến Uyển dùng thuốc khiến mặt nổi mụn, tóc rụng nhiều để tàn phá nhan sắc. Không yên tâm, Yến Uyển còn mua chuộc bà đỡ làm lệch nhau thai của Ý Hoan khi sinh nở, làm Ý Hoan khó có thai được nữa. Sau khi Thập a ca chết non, Ý Hoan thương tâm quá độ, nằm trên giường không dậy nổi. Mà ngay lúc đó Ngụy Yến Uyển tiết lộ sự thật về thuốc ngừa thai, đã khiến Ý Hoan bi phẫn, cuối cùng thiêu cung tự sát. Sinh ra Thập a ca, vì chết non mà không có tên. |
| Diệp Hách Na Lạp Ý Hoan (葉赫那拉·意歡)            | Trữ Tú cung (儲秀宮)                                                                          | Trong lịch sử, Thư phi được phiên họ thành "Diệp Hách Lặc thị", xuất thân của bà có liên quan đến gia tộc Diệp Hách Na Lạp thị của Kim Đài Cát hay không vẫn còn đang gây tranh cãi. Bà qua đời vào năm Càn Long thứ 42 (1777), hơn 30 năm sau cái chết của Thập a ca. |
| Lục Anh Lạc (陸纓絡)                               | Cảnh Dương cung (景陽宮)                                                                      | Khánh Thường tại (慶常在) → Khánh Quý nhân (慶貴人) → Khánh tần (慶嬪) → Khánh Quý nhân (慶貴人) → Khánh tần (慶嬪) → Khánh phi (慶妃) → Khánh Quý phi (慶貴妃) . Xuất thân con nhà quan viên, con gái Thái Thường tự Thiếu khanh Lục Sĩ Long. Dòng dõi nhà quan, có chút mỹ sắc, nhưng vì Thái hậu tiến cử nên Càn Long cũng kiêng dè. Càn Long lợi dụng Bạch Nhị Cơ, đem chén thuốc có "Ngưu tất thảo" (牛膝草) cho Lục Anh Lạc uống, khiến Anh Lạc không thể mang thai, để đường đường chính chính lệnh ban chết Bạch Nhị Cơ, nhằm trừ đi mối họa mà Thái hậu cài vào bên cạnh. Cuối bộ tiểu thuyết, Lục Anh Lạc cùng Ba Lâm Diễm Phất đều được phong làm Quý phi, cùng Ngụy Yến Uyển san sẻ vấn đề quản lý lục cung. Trước khi Thập ngũ a ca Vĩnh Diễm được giao cho Trần Uyển Nhân nuôi dưỡng thì có biết Thập ngũ a ca từng do Khánh Quý phi nuôi dưỡng. |
| Lục Anh Lạc (陸纓絡)                               | Cảnh Dương cung (景陽宮)                                                                      | Trong lịch sử, Khánh Cung Hoàng quý phi Lục thị cũng là "Dân nhân" như Thuần Huệ Hoàng quý phi. Khi lên phim, nhân vật được đổi tên thành Lục Mộc Bình (陸沐萍), hành trạng được sát nhập với Tấn tần Phú Sát Mẫn Tú trong tiểu thuyết. |
| Đới Mi Nhược (戴湄若)                              | Cảnh Dương cung (景陽宮)                                                                      | Hãn tần (忻嬪) → Hãn phi (忻妃) . Xuất thân cao quý Mãn Châu Tương Hoàng kỳ, con gái Tổng đốc Mân Chiết là Na Tô Đồ. Xuất thân cao quý, do vậy được đặc cách nhập cung liền phong tần, trở thành chủ vị một cung. Tính tình hào hiệp, yêu ghét rõ ràng, cùng Như Ý có quan hệ rất tốt. Trong sự kiện chó điên, bị sẩy thai sinh non Lục công chúa, từ đó cho rằng Kim Ngọc Nghiên là chủ mưu nên ra sức giúp đỡ Như Ý trong quá trình hạ bệ Ngọc Nghiên. Sinh ra Lục công chúa (chết non) và Bát công chúa Cảnh Họa. Sau khi sinh Bát công chúa thì Mi Nhược bệnh chết. |
| Đới Mi Nhược (戴湄若)                              | Cảnh Dương cung (景陽宮)                                                                      | Trong lịch sử, Hãn Quý phi Đới Giai thị vừa phong phi thì bệnh mất, được truy phong quý phi. Trong phim, Đới Mi Nhược được sát nhập với nhân vật Ba Lâm Diễm Phất trong tiểu thuyết. |
| Ba Lâm Diễm Phất (巴林·艷拂)                       | Hàm Phúc cung (咸福宮)                                                                        | Dĩnh Quý nhân (穎貴人) → Dĩnh tần (穎嬪) → Dĩnh phi (穎妃) → Dĩnh Quý phi (穎貴妃) . Xuất thân vương tộc Mông Cổ, con gái Bát kỳ Đô thống Khinh xa Đô úy Nạp Thân. Lần đầu xuất bản không có tên, khi tái bản thì có tên Diễm Phất (艷拂). Tính tình hào sảng đặc trưng của quý nữ Mông Cổ, luôn giữ khoảng cách với nhóm người Như Ý lẫn Ngụy Yến Uyển, chỉ giao hảo với nhóm phi tần Mông Cổ. Khi Ngụy Yến Uyển thất sủng, được nuôi Thất công chúa Cảnh Ngoạn. Trước khi chết, Như Ý cho gọi Ba Lâm thị cùng Thất công chúa đến trước Dực Khôn cung, chứng kiến được vẻ cao ngạo của Yến Uyển, Ba Lâm thị từ đó quyết định đối chọi với mẹ ruột của công chúa là Ngụy Yến Uyển. Thời gian sau, Càn Long phong Ba Lâm thị lên quý phi, cùng Khánh Quý phi Lục Mộc Bình san sẻ hậu cung với Hoàng quý phi Ngụy Yến Uyển. Khi Thất công chúa xuất giá, Càn Long chỉ thương lượng với Dĩnh Quý phi, cuối cùng gả cho thân vương Mông Cổ thuộc nhà mẹ của Dĩnh Quý phi. Từ khi Ngụy Yến Uyển mất, Càn Long chỉ triệu hạnh Uông Phù Chỉ và Dung phi Hàn Hương Kiến, ngẫu nhiên nhớ tới người khác thì cũng chỉ là Dĩnh Quý phi.                                                                        |
| Ba Lâm Diễm Phất (巴林·艷拂)                       | Hàm Phúc cung (咸福宮)                                                                        | Trong lịch sử, Dĩnh Quý phi Ba Lâm thị xuất thân Mông Cổ Bát kỳ, là Mông Cổ Tương Hồng kỳ, không phải là con gái vương công Mông Cổ thuộc Mông Cổ Minh kỳ. Chế độ Mông Cổ Bát kỳ cùng Mông Cổ Minh kỳ rất khác biệt. |
| Bác Nhĩ Tề Cát Đặc Ách Âm Châu (博尔济吉特·厄音珠) | Vĩnh Hòa cung (永和宮)                                                                        | Ách Âm Châu cách cách (厄音珠格格) → Dự tần (豫嬪) → Dự phi (豫妃) . Con gái Tác Tang vương gia của Bát Nhĩ Tề Cát Đặc bộ. Xuất thân cao quý mà trực tiếp phong tần. Đã từng đính hôn ba lần nhưng cả ba lần nhà trai đều chết trước khi thành hôn, lưu truyền lời đồn chỉ có gả cho người tôn quý nhất mới có thể chế ngự số khắc phu, do đó Càn Long tiếp nhận Ách Âm Châu vào cung làm phi tần. Tính tình yêu mị, thường khoe mẽ mình là người trong gia tộc Hiếu Trang Văn Hoàng hậu nên tương lai có thể làm hoàng hậu, sau giỏi chiều chuộng giường chiếu mà tiếng xấu truyền ra, do đó bị đám người Dĩnh tần khinh rẻ. Trong sự kiện Lam Hi, vô tri hô hoán khiến Thập nhị a ca suýt nữa bị hung hiểm, Ách Âm Châu bị Như Ý hạ lệnh táng gãy hết răng, từ đó toàn lực cùng Ngụy Yến Uyển mưu hại Như Ý. Trong sự kiện tố giác Lăng Vân Triệt tư thông với Như Ý, Ách Âm Châu bị Càn Long hạ lệnh giam vào Thận hình ty, lệnh không chết thì không được thả ra, cuối cùng bị Ngụy Yến Uyển sai người độc chết. |
| Bác Nhĩ Tề Cát Đặc Ách Âm Châu (博尔济吉特·厄音珠) | Vĩnh Hòa cung (永和宮)                                                                        | Trong lịch sử, Dự phi Bác Nhĩ Tề Cát Đặc thị là người bộ tộc Chuẩn Cát Lặc Tạp Đặc. Họ "Bác Nhĩ Tề Cát Đặc thị" chỉ là một họ phổ biến của người Mông Cổ mà không phải tên bộ tộc (điều này lên phim đã sửa), đồng thời, Dự phi cũng không có liên quan gì bộ tộc Khoa Nhĩ Thấm của dòng dõi Hiếu Trang Văn Hoàng hậu, khi tiến cung cũng chỉ là quý nhân. |
| Hàn Hương Kiến (寒香見)                            | Thừa Càn cung (承乾宮) Bảo Nguyệt lâu (寶月樓)                                                | Dung Quý nhân (容貴人) → Dung tần (容嬪) → Dung phi (容妃) . Xuất thân Hàn bộ khu vực núi Thiên Sơn, con gái Đài cát A Đề. Thân thể tỏa ra mùi hương ngọt của loài táo, nên tộc nhân xưng hô "Hương phi" (香妃), xưng là đệ nhất mỹ nhân của Hàn bộ. Luôn cự tuyệt Càn Long vì muốn thủ tiết cho vị hôn phu đã vong mạng. Vì say mê sắc đẹp của Hương Kiến, Càn Long lệnh Như Ý khuyên cô trở thành phi tử của mình, do vậy đặc sách phong Dung Quý nhân, từ đó lên Dung tần, độc sủng cả hậu cung. Cũng lúc này, Như Ý bị Thái hậu ép đưa cho Hương Kiến uống thuốc vô sinh, Hoàng đế biết chuyện trách Như Ý ghen tuông, cũng khiến tình cảm giữa hai người càng rạn nứt. Từ khi Ngụy Yến Uyển đắc thế, Hương Kiến tỏ ra chán ghét, Càn Long cũng miễn cho Hương Kiến không cần hành lễ khi gặp Yến Uyển trên đường, cũng miễn cho Hương Kiến đến Vĩnh Thọ cung thỉnh an. Ở cuối bộ truyện, Hương Kiến theo kế của Hải Lan an bài Uông Phù Chỉ, từng bước hạ bệ Ngụy Yến Uyển. Tiểu thuyết kết thúc là năm Càn Long thứ 59, khoảng này Dung phi trong lịch sử đã qua đời, tiểu thuyết không nêu rõ kết cục của Hàn Hương Kiến.                                                                    |
| Hàn Hương Kiến (寒香見)                            | Thừa Càn cung (承乾宮) Bảo Nguyệt lâu (寶月樓)                                                | Nhân vật tuy mang phong hiệu của Dung phi Hòa Trác thị, song câu chuyện và truyền thuyết lại dựa vào nhân vật truyền thuyết Hương phi. |
| Hoắc Thạc Đặc Lam Hi (霍硕特·蓝曦)                 | Cảnh Nhân cung (景仁宮)                                                                       | Lam Hi cách cách (藍曦格格) → Tuân tần (恂嬪) . Xuất thân con gái Hoắc Thạc Đặc bộ Thân vương. Năm Càn Long thứ 23, Càn Long tuyển tú lần thứ hai, được cha mình dâng vào cung, trực tiếp phong làm tần chủ vị một cung. Tình tình kiêu ngạo và cao lãnh, chỉ đơn giản là vật bày trí để kiềm hãm bộ tộc Hoắc Thạc Đặc. Sau phát hiện Càn Long lợi dụng cha và anh em mình đến nỗi mất mạng, Lam Hi cùng tình phu toang chạy trốn nhưng gặp Như Ý, thế là diễn ra sự kiện bắt cóc Vĩnh Cơ. Cuối cùng thất bại, Lam Hi trước khi chết mắng Càn Long thậm tệ, nên bị Càn Long ra lệnh xử ngũ mã phanh thây. |
| Hoắc Thạc Đặc Lam Hi (霍硕特·蓝曦)                 | Cảnh Nhân cung (景仁宮)                                                                       | Trong lịch sử, "Hoắc Thạc Đặc thị" là họ của Tuân tần mà không phải tên bộ tộc. Nhưng sách văn thời Càn Long lại gọi họ của bà đơn giản là "Quách thị", chỉ là quý nhân khi còn sống, khi chết truy tặng tước tần. |
| Tú Lệ Cầm (秀麗琴)                                 | Cảnh Dương cung (景陽宮) Chung Túy cung (鐘粹宮)                                              | Cung nữ (宮女) → Tú Đáp ứng (秀答應) → Tú Thường tại (秀常在) → Tú Quý nhân (秀貴人) . Xuất thân thị nữ trong cung, cùng Bạch Nhị Cơ thụ sủng trong cùng một thời gian. Dù vậy, ân sủng của Bạch Nhị Cơ vẫn ở trên. Thích chuyện thị phi, từng bình luận chuyện đối thực của thái giám triều Minh để dèm pha Liên Tâm. Sau khi Càn Long lạnh nhạt Tô Lục Quân, liên lụy Tú Lệ Cầm là phi tần cùng ở chung. Cùng Ngụy Yến Uyển, Tấn tần, Bình Thường tại và Quỹ Thường tại cùng nhau thị tẩm Càn Long quá độ, khiến Như Ý chán ghét. |
| Tú Lệ Cầm (秀麗琴)                                 | Cảnh Dương cung (景陽宮) Chung Túy cung (鐘粹宮)                                              | Trong lịch sử, Tú Quý nhân là họ "Tác Náo Lạc thị" (索淖洛氏) mà không phải họ Tú. Bà qua đời vào năm Càn Long thứ 10, sớm hơn trong tiểu thuyết rất nhiều. |
| Uông Phù Chỉ (汪芙芷)                              | Thừa Càn cung (承乾宮) Dực Khôn cung (翊坤宮)                                                 | Ngự hoa viên Cung nữ (御花園宮女) → Đôn Thường tại (惇常在) → Đôn Quý nhân (惇貴人) → Đôn tần (惇嬪) → Đôn phi (惇妃) . Xuất thân cung nữ trồng hoa mai tại Ngự hoa viên, có gương mặt giống Như Ý khi còn trẻ. Vốn là do Hải Lan cùng Hàn Hương Kiến sắp xếp, sau khi tình cờ gặp Càn Long và Ngụy Yến Uyển đang đi dạo ngự hoa viên thì trở thành phi tần của Càn Long. Tính tình khéo léo, thập phần giống khi Như Ý còn là Thanh Anh, do vậy được Càn Long yêu chiều, miễn cho Phù Chỉ phải thỉnh an Hoàng quý phi Ngụy Yến Uyển. Sinh ra Thập công chúa, lễ nghi và ban thưởng đều như khi Ngũ công chúa sinh ra. |
| Uông Phù Chỉ (汪芙芷)                              | Thừa Càn cung (承乾宮) Dực Khôn cung (翊坤宮)                                                 | Trong lịch sử, Đôn phi Uông thị xuất hiện từ năm Càn Long thứ 29, cũng là một người đi theo đoàn Nam tuần năm Càn Long thứ 30 chứng kiến Kế Hoàng hậu cắt tóc. |
| Phú Sát Mẫn Tú (富察·閔琇)                         | Cảnh Dương cung (景陽宮)                                                                      | Tấn Quý nhân (晉貴人) → Tấn tần (晉嬪) . Người trong gia tộc Mãn Châu Tương Hoàng kỳ Phú Sát thị, tộc nhân của Phú Sát Lang Hoa. Phiên bản đầu chưa có tên, về sau khi tái bản được điền tên là Mẫn Tú (閔琇). Sau khi Hiếu Hiền Hoàng hậu qua đời được 1 năm, Phú Sát Mẫn Tú được người trong họ dâng lên hòng muốn tiếp tục được hưởng vinh hoa đại tộc. Sau khi mãn tang Lang Hoa, Trương Đình Ngọc muốn lập Phú Sát Mẫn Tú làm kế hậu nhưng bị Càn Long thẳng tay biếm truất, bù lại để an ủi gia tộc Phú Sát thị, Càn Long nâng Tấn Quý nhân lên Tấn tần. Không chỉ dùng thuốc ngừa thai y hệt Ý Hoan, Càn Long dùng vòng tay đính "Linh lăng hương" khi trước của Lang Hoa để tặng cho Tấn tần, từ đó vĩnh viễn không thể có con. Tính tình ưa nịnh, cùng giao hảo với Ngụy Yến Uyển. Trong sự kiện Lộc huyết, cùng nhóm người Yến Uyển hầu hạ tập thể mà bị Như Ý phê bình. Trong sự kiện Ngũ công chúa bị chó điện hại chết, vì bị hạch tội tặng áo sặc sỡ cho công chúa mà bị giáng vị, sau Ngụy Yến Uyển cầu tình nên phục vị. |
| Phú Sát Mẫn Tú (富察·閔琇)                         | Cảnh Dương cung (景陽宮)                                                                      | Trong lịch sử, Tấn phi Phú Sát thị vào cung tận khi Càn Long Đế đã là Thái thượng hoàng. Lên phim, hành trạng được sát nhập với nhân vật Lục Mộc Bình. |

### Nhân vật hoàng tộc
| Nhân vật                                   | Nơi ở | Giới thiệu |
| Tiên đế (先帝)                             | | Ung Thân vương (雍親王) → Ung Chính Đế (雍正帝) . Hoàng đế triều trước, truyện không gọi trực tiếp nhưng là Ung Chính Đế trong lịch sử. Chồng của Hiếu Kính Hiến Hoàng hậu, Thái hậu và Cảnh Nhân cung Hoàng hậu. Đồng thời là sinh phụ của Tam a ca Hoằng Thời, Càn Long Đế, Ngũ a ca Hoằng Trú, Đoan Thục Trưởng công chúa và Nhu Thục Trưởng công chúa. |
| Hiếu Kính Hoàng hậu (孝敬皇后)             | Ung Thân vương phủ (雍親王府)                                                                                        | Ung Thân vương Đích phúc tấn (雍親王嫡福晉) → Hiếu Kính Hoàng hậu (孝敬皇后) → Hiếu Kính Hiến Hoàng hậu (孝敬憲皇后) . Đích phúc tấn của Tiên đế, chị của Cảnh Nhân cung Hoàng hậu Ô Lạp Na Lạp thị và là một người cô khác của Như Ý. Qua đời trước thời điểm tiểu thuyết diễn ra nhiều năm. Vào lúc Cảnh Nhân cung Hoàng hậu bị cấm túc, Thái hậu Nữu Hỗ Lộc thị có nói rằng Đích phúc tấn sẽ được truy tôn Hiếu Kính Hoàng hậu, cùng Tiên đế táng vào hoàng lăng, cũng không đưa bài vị lên Thái miếu. Về sau được đề cập với danh xưng "Hiếu Kính Hiến Hoàng hậu". |
| Hiếu Kính Hoàng hậu (孝敬皇后)             | Ung Thân vương phủ (雍親王府)                                                                                        | Trong lịch sử, Hiếu Kính Hiến Hoàng hậu Na Lạp thị không có quan hệ gia tộc với Kế Hoàng hậu. Theo cách xây dựng, nhân vật này là Thuần Nguyên Hoàng hậu của phim Chân Hoàn truyện. |
| Nữu Hỗ Lộc thị (鈕祜祿氏)                  | Vĩnh Thọ cung (永壽宮) Thọ Khang cung (壽康宮) Từ Ninh cung (慈寧宮)                                                 | Hi Quý phi (熹貴妃) → Hoàng thái hậu (皇太后) → Sùng Khánh Hoàng thái hậu (崇慶皇太后) . Phi tử của Tiên đế, kẻ địch của Cảnh Nhân cung Hoàng hậu. Tính tình thủ đoạn, thâm sâu khó lường, luôn muốn nắm hết quyền lực hậu cung và khống chế Càn Long. Không vừa lòng với Như Ý, cũng là người tiếp tay nâng đỡ Ngụy Yến Uyển trong thời gian thất sủng. Về sau vì Yến Uyển lỡ lời thất thố, Thái hậu quay ra không vừa mắt Yến Uyển, cũng góp ý với Càn Long ban chết cho Yến Uyển. Sinh ra Cố Luân Đoan Thục Trưởng công chúa và Cố Luân Nhu Thục Trưởng công chúa. |
| Nữu Hỗ Lộc thị (鈕祜祿氏)                  | Vĩnh Thọ cung (永壽宮) Thọ Khang cung (壽康宮) Từ Ninh cung (慈寧宮)                                                 | Trong lịch sử, Hiếu Thánh Hiến Hoàng hậu Nữu Hỗ Lộc thị chỉ có hậu duệ là Càn Long Đế. Theo cách xây dựng, nhân vật này là Chân Hoàn của phim Chân Hoàn truyện. |
| Ô Lạp Na Lạp thị (烏拉那拉氏)              | Cảnh Nhân cung (景仁宮)                                                                                              | Ung Thân vương Kế phúc tấn (雍親王繼福晉) → Hoàng hậu (皇后) → Cảnh Nhân cung Hoàng hậu (景仁宮皇后) . Em gái của Hiếu Kính Hiến Hoàng hậu, kế thất của Tiên đế, là người cô mà Như Ý thân cận nhất. Ban đầu sắp xếp cho Như Ý lấy nghĩa tử của mình là Tam a ca Hoằng Thời, sau vì đắc tội với Tiên đế mà bị giam cầm ở Cảnh Nhân cung, đến khi chết chỉ được táng với danh nghĩa một phi tần vô danh của Tiên đế. Trước khi chết luôn dặn dò Như Ý phải trả thù cho mình, trở thành hoàng hậu để phục hưng vinh quang Ô Lạp Na Lạp thị như ngày xưa. |
| Ô Lạp Na Lạp thị (烏拉那拉氏)              | Cảnh Nhân cung (景仁宮)                                                                                              | Trong lịch sử, Ung Chính Đế chỉ có Hiếu Kính Hiến Hoàng hậu là hoàng hậu tại vị duy nhất. Theo cách xây dựng, nhân vật này là Hoàng hậu Nghi Tu của phim Chân Hoàn truyện. |
| Đoan Thục Trưởng công chúa (端淑長公主)    | Xước La Tư Thân vương phủ (綽羅斯親王府) Từ Ninh cung (慈寧宮)                                                       | Hoàng thái hậu Trưởng nữ (皇太后長女) . Con gái cả của Thái hậu. Tính tình cao ngạo nhưng vẫn hào sảng, từ nhỏ từng gặp Như Ý vào lúc Như Ý nhập cung dự tuyển phúc tấn cho Tam ca ca Hoằng Thời. Thời điểm Tiên đế vừa băng hà, được chỉ định xuất giá Chuẩn Cát Nhĩ làm chính thê cho Đoạt Nhĩ Trát Khả hãn. Sau khi Đoạt Nhĩ Trát qua đời, theo mưu kế bình định Chuẩn Cát Nhĩ mà bị Càn Long bắt phải tái giá Đạt Ngõa Tề Khả hãn. Đến khi Đạt Ngõa Tề quy phụ Đại Thanh thì Đoan Thục dọn đến Từ Ninh cung cư trú. |
| Đoan Thục Trưởng công chúa (端淑長公主)    | Xước La Tư Thân vương phủ (綽羅斯親王府) Từ Ninh cung (慈寧宮)                                                       | Nhân vật hư cấu. Theo cách xây dựng, nhân vật này là Lung Nguyệt Công chúa của phim Chân Hoàn truyện. |
| Nhu Thục Trưởng công chúa (柔淑長公主)     | Trang Thân vương phủ (莊親王府)                                                                                      | Hoàng thái hậu Ấu nữ (皇太后幼女) . Con gái út của Thái hậu. Từ nhỏ vẫn luôn được nuôi trong phủ đệ của Trang Thân vương. Năm thứ 10 trong khi Đông tuần, Bát Nhĩ Tề Cát Đặc bộ đề nghị cưới "Đích công chúa", cả Nhu Thục và Cảnh Sắt khi ấy đều phù hợp yêu cầu này. Theo kế sách của Như Ý, Thái hậu thành công để Nhu Thục thụ phong tước vị cố luân công chúa và gả cho Lý Phiên viện Thị lang Tông Chính, thuận lợi ở kinh sư phụng hiếu Thái hậu, còn Tam công chúa Cảnh Sắt gả đi Khoa Nhĩ Thấm bộ. |
| Nhu Thục Trưởng công chúa (柔淑長公主)     | Trang Thân vương phủ (莊親王府)                                                                                      | Nhân vật hư cấu. Theo cách xây dựng, nhân vật này là Linh Tê Công chúa của phim Chân Hoàn truyện. |
| Ái Tân Giác La Vĩnh Hoàng (愛新覺羅·永璜)  | Bảo Thân vương phủ (寶親王府) A ca sở (阿哥所) Diên Hi cung (延禧宮) Chung Túy cung (鐘粹宮) Đại a ca phủ (大阿哥府) | Đại a ca (大阿哥) → Định An Thân vương (定安親王; truy phong) . Hoàng trưởng tử của Càn Long, mẹ là Phú Sát Chư Anh. Vì mẹ mất sớm, không có ai chăm sóc nên Vĩnh Hoàng được giao cho Như Ý nuôi dưỡng. Sau khi Như Ý bị đày vào lãnh cung thì Càn Long hạ lệnh cho Tô Lục Quân nuôi dưỡng. Trong tang lễ của Hiếu Hiền Hoàng hậu, chứng kiến Đại a ca không khóc đích mẫu, Càn Long nổi giận trách mắng, nói ra "Tuyệt không thể kế thừa đại thống". Sau đó vẫn luôn tinh thần hoảng hốt, ngày đêm bất an, bệnh đến càng thêm càng trọng mà chết. Càn Long hối hận không thôi, được truy phong làm Định Thân vương, thụy là An (安). |
| Ái Tân Giác La Vĩnh Liễn (愛新覺羅·永璉)   | Bảo Thân vương phủ (寶親王府) Trường Xuân cung (長春宮) A ca sở (阿哥所)                                             | Nhị a ca (二阿哥) → Đoan Tuệ Hoàng thái tử (端慧皇太子; truy phong) . Trưởng tử của Phú Sát Lang Hoa. Hoàng tử thứ 2 của Càn Long. Từ nhỏ bị Lang Hoa đặt kì vọng quá cao nên sinh ra tâm lý yếu nhược, thường hay đổ bệnh do học hành quá nhiều. Mất sớm vì lên cơn hen suyễn, bởi vì hít phải bông lau trông gối bông, đây đều là âm mưu của Như Ý cùng Hải Lan nhằm trả thù Lang Hoa. Sau cùng được Càn Long truy phong làm hoàng thái tử, thụy hiệu Đoan Tuệ (端慧). |
| Ái Tân Giác La Cảnh Sắt (愛新覺羅•璟瑟)    | Bảo Thân vương phủ (寶親王府) Trường Xuân cung (長春宮) Tam công chúa phủ (三公主府)                                 | Tam công chúa (三公主) → Cố Luân Hòa Kính Công chúa (固倫和敬公主) . Thứ nữ của Phú Sát Lang Hoa. Hoàng nữ thứ 3 của Càn Long, giản xưng "Tam công chúa", tuy là con gái thứ 3 nhưng là công chúa lớn nhất khi ấy của Càn Long. Tính tình kiêu ngạo, tự xem là tôn quý vì là "Đích công chúa" - tức công chúa do hoàng hậu sinh ra. Thường lấy thân phận đích công chúa mà xem thường Như Ý cùng Tô Lục Quân, cho rằng họ đều không xứng làm kế hậu thay mẹ mình. Vào chuyến Đông tuần năm thứ 13, Cảnh Sắt thay cô mẫu là Nhu Thục Trưởng công chúa đi hòa thân, hạ giá lấy 1 vị thân vương Mông Cổ là Sắc Bố Đằng Ba Lặc Châu Nhĩ, sinh được một con trai tên Khánh Hữu (慶佑). Sau đó Ngạch phò mắc tội, Cảnh Sắt được trở về sống ở kinh.                        |
| Ái Tân Giác La Cảnh Sắt (愛新覺羅•璟瑟)    | Bảo Thân vương phủ (寶親王府) Trường Xuân cung (長春宮) Tam công chúa phủ (三公主府)                                 | Trong lịch sử, các công chúa đời Thanh thường không được ghi lại tên thật, cái tên "Cảnh Sắt" cũng như các tên gọi khác của các công chúa trong tiểu thuyết chỉ là hư cấu của tác giả. Theo một tài liệu, Cố Luân Hòa Kính Công chúa trong lịch sử có tên "Nại Nhật Lặc Thổ Hạ Kỳ Dương Quý", là tên tiếng Mãn. Con trai của Hòa Kính công chúa có tên tiếng Mông Cổ và dài tới tận 12 chữ, đặc biệt do đích thân Càn Long Đế đặt cho. |
| Ái Tân Giác La Vĩnh Chương (愛新覺羅•永璋) | A ca sở (阿哥所) Chung Túy cung (鐘粹宮) Tam a ca phủ (三阿哥府)                                                     | Tam a ca (三阿哥) → Tuần Quận vương (循郡王; truy phong) . Trưởng tử của Tô Lục Quân. Hoàng tử thứ 3 của Càn Long, là vị hoàng tử cuối cùng sinh ra ở vương phủ. Trong sự kiện đại tang Hiếu Hiền Hoàng hậu, bị quở trách cùng Đại a ca, bị Càn Long nói ra "Tuyệt không thể kế thừa đại thống", từ đó hai mẹ con thất sủng. Trong sự kiện Hàn Hương Kiến, Vĩnh Chương nói chuyện dân gian chỉ trích việc Càn Long muốn nạp Hàn Hương Kiến làm phi tần, khiến Càn Long thẹn quá hóa giận trách mắng, liên luỵ mẹ ruột. Vĩnh Chương lo sợ mà thành bệnh, sau đó chết, chỉ 3 tháng sau ngày mất của mẹ ruột là Tô Lục Quân. |
| Ái Tân Giác La Vĩnh Thành (愛新覺羅•永珹)  | Khải Tường cung (啟祥宮) Lý Thân vương phủ (履親王府)                                                                | Tứ a ca (四阿哥) → Bối lặc (貝勒) → Lý Thân vương (履親王) . Trưởng tử của Kim Ngọc Nghiên. Hoàng tử thứ 4 của Càn Long, cũng là hoàng tử đầu tiên sinh ra sau khi Càn Long lên ngôi. Do có công lao cứu hoàng đế trong chuyến đi săn ở Mộc Lan Vi Trường nên được trọng dụng, thụ phong làm bối lặc. Về sau, Vĩnh Thành bị Càn Long nghi ngờ mưu đồ trữ quân, bị hạ ý chỉ xuất cung mở phủ đệ và ra chỉ dụ "Không có việc gì không được vào cung". Bởi vì Kim ngọc Nghiên muốn Vĩnh Thành nhận Hiếu Hiền Hoàng hậu làm mẹ, mượn danh đích tử để tính kế thái tử nên Vĩnh Thành bị Càn Long bắt ra làm con thừa tự của Lý Thân vương Dận Đào. Với việc này, Vĩnh Thành đã không còn là hoàng tử, cũng bị cắt đứt khả năng kế vị.                                     |
| Ái Tân Giác La Vĩnh Thành (愛新覺羅•永珹)  | Khải Tường cung (啟祥宮) Lý Thân vương phủ (履親王府)                                                                | Trong lịch sử, Hoàng tứ tử Vĩnh Thành vào năm Càn Long thứ 28 mới lĩnh chỉ làm con thừa tự của Lý Ý Thân vương Dận Đào. Trước khi lãnh chỉ thừa tự, Vĩnh Thành cũng không có được phong tước vị bối lặc. |
| Ái Tân Giác La Vĩnh Kỳ (愛新覺羅•永琪)     | Diên Hi cung (延禧宮) Dực Khôn cung (翊坤宮) Vinh Thân vương phủ (榮親王府)                                          | Ngũ a ca (五阿哥) → Bối lặc (貝勒) → Vinh Thân vương (榮親王) → Vinh Thuần Thân vương (榮纯親王) . Con trai duy nhất của Kha Lý Diệp Đặc Hải Lan. Hoàng tử thứ 5 của Càn Long. Vốn là một hoàng tử thông minh, được Càn Long chỉ định cho Như Ý nhận làm nghĩa tử, từ đó có thân phận một nửa đích tử. Lớn lên khôi ngô tuấn tú, được vua cha đặt rất nhiều kỳ vọng, thụ phong Vinh Thân vương, là hoàng tử đầu tiên thụ phong tước vương. Sau lại bị liên lụy bởi cuộc chiến giữa các hậu phi mà qua đời. |
| Ái Tân Giác La Vĩnh Kỳ (愛新覺羅•永琪)     | Diên Hi cung (延禧宮) Dực Khôn cung (翊坤宮) Vinh Thân vương phủ (榮親王府)                                          | Trong lịch sử, Hoàng ngũ tử Vĩnh Kỳ chưa từng được phong làm bối lặc, chỉ được thụ tấn Vinh Thân vương sau khi Càn Long biết tin ông bệnh trở nặng. |
| Hồ Vân Giác (胡芸角)                       | Vinh Thân vương phủ (榮親王府)                                                                                       | Ngũ a ca Thị thiếp (五阿哥侍妾) → Vinh Thân vương Thứ phúc tấn (榮親王庶福晉; Vân cách cách 芸格格) → Vinh Thân vương Trắc phúc tấn (榮親王側福晉; truy phong) . Con gái của Điền ma ma cùng chồng trước, chị cùng mẹ khác cha của Điền Tuấn. Là sủng thiếp của Vĩnh Kỳ, do Ngụy Yến Uyển dàn xếp mà hận Như Ý, cho rằng Như Ý là chủ mưu trong cái chết của mẹ mình. Dưới sự sắp xếp của Yến Uyển, Vân Giác được gả vào phủ bối lặc để Vĩnh Kỳ yêu thích, từ đó khiến Vĩnh Kỳ nghi kị mẹ con Như Ý, trước khi chết còn tố giác Như Ý làm Ngũ a ca hoảng sợ sinh bệnh để đẩy Như Ý vào tuyệt vọng. Sau cái chết của Hồ Vân Giác, Càn Long nghi ngờ Như Ý hãm hại Vĩnh Kỳ nên tình cảm vợ chồng càng triệt để rạn nứt.                                                |
| Hồ Vân Giác (胡芸角)                       | Vinh Thân vương phủ (榮親王府)                                                                                       | Trong lịch sử, Hoàng ngũ tử Vĩnh Kỳ đích thực có một thị thiếp Hồ thị, nhưng không có truy làm trắc phúc tấn. Sử nữ Hồ thị sinh được 1 trai và 2 gái, con gái còn sống đủ lâu đến khi xuất giá. |
| Ái Tân Giác La Vĩnh Tông (愛新覺羅•永琮)   | Trường Xuân cung (長春宮) A ca sở (阿哥所)                                                                           | Thất a ca (七阿哥) → Triết Thân vương (哲親王; truy phong) . Thứ tử của Phú Sát Lang Hoa. Hoàng tử thứ 7 của Càn Long. Là vị hoàng đích tử cuối cùng của Lang Hoa, được Càn Long kỳ vọng làm thái tử. Nhưng vì âm mưu của Bạch Nhị Cơ liên thủ với Mạt Tâm, Thất a ca bị lây đậu mùa qua nhũ mẫu, cuối cùng chết non. |
| Ái Tân Giác La Vĩnh Tông (愛新覺羅•永琮)   | Trường Xuân cung (長春宮) A ca sở (阿哥所)                                                                           | Trong lịch sử, Hoàng thất tử Vĩnh Tông khi qua đời được truy thụy "Điệu Mẫn", phải đến thời Gia Khánh mới được đổi thành Triết Thân vương. |
| Ái Tân Giác La Vĩnh Tuyền (愛新覺羅•永璇)  | Khải Tường cung (啟祥宮) A ca sở (阿哥所) Thọ Khang cung (壽康宮)                                                    | Bát a ca (八阿哥) . Thứ tử của Kim Ngọc Nghiên. Hoàng tử thứ 8 của Càn Long. Sinh vào ngày Quỷ tiết nên không được Hoàng đế coi trọng. Trong sự kiện cưỡi ngựa cùng Ngũ a ca, bị mưu kế của Ngụy Yến Uyển mà té ngựa bị thương, dẫn đến chân có tật. Sau khi Kim Ngọc Nghiên chết, Vĩnh Tuyền cùng Vĩnh Tinh đều được giao cho các thái phi ở Thọ Khang cung chăm sóc. |
| Hoàng cửu tử (皇九子)                      | Khải Tường cung (啟祥宮) A ca sở (阿哥所)                                                                            | Cửu a ca (九阿哥) . Thứ tử của Kim Ngọc Nghiên. Hoàng tử thứ 9 của Càn Long. Trời sinh gầy yếu, có nhiễm phong hàn từ khi lọt lòng. Giang Dữ Bân bỏ thêm hoàng liên vào thuốc khiến hoàng tử không chịu uống thuốc, bệnh tình không khởi sắc. Bên cạnh đó, Ngụy Yến Uyển dùng chuột làm rơi bình hoa trong phòng của hoàng tử, làm hoàng tử khóc không ngừng mà chết. Khi chết được dùng lễ quận vương, táng vào viên tẩm của Đoạn Tuệ Hoàng thái tử. |
| Ái Tân Giác La Vĩnh Cơ (愛新覺羅•永璂)     | Dực Khôn cung (翊坤宮) Diên Hi cung (延禧宮)                                                                         | Thập nhị a ca (十二阿哥) . Trưởng tử của Như Ý. Hoàng tử thứ 12 của Càn Long. Ban đầu được Càn Long yêu quý và coi trọng vì là hoàng đích tử duy nhất vào thời điểm ấy. Lúc sau vì tài năng có hạn và Như Ý thất sủng, Vĩnh Cơ dần bị phụ hoàng xa lánh. Khi Như Ý qua đời, Vĩnh Cơ được Hải Lan chăm sóc. |
| Ái Tân Giác La Cảnh Hủy (愛新覺羅•璟兕)    | Dực Khôn cung (翊坤宮)                                                                                               | Ngũ công chúa (五公主) → Cố Luân Hòa Nghi Công chúa (固倫和宜公主) . Con gái duy nhất của Như Ý. Hoàng nữ thứ 5 của Càn Long. Tuy chỉ vừa sinh ra nhưng Càn Long đã sớm định phong hiệu Hòa Nghi, ý nghĩa "Vạn sự giai nghi" (萬事皆宜). Vì kế hoạch của Ngụy Yến Uyển, Ngũ công chúa đã bị chó cắn mà mắc bệnh dại, qua đời không lâu sau đó. Càn Long truy phong cho Ngũ công chúa làm cố luân công chúa, án theo nghi lễ bậc đại trưởng công chúa mà tiến hành, chôn vào lăng viên của Đoan Tuệ Hoàng thái tử. |
| Ái Tân Giác La Cảnh Hủy (愛新覺羅•璟兕)    | Dực Khôn cung (翊坤宮)                                                                                               | Trong lịch sử, Ngũ công chúa yểu mệnh khi khoảng 3 tuổi, chưa kịp có phong hiệu đã mất, còn phong hiệu "Hòa Nghi Công chúa" là hư cấu. Ngoài ra cũng không rõ Ngũ công chúa được chôn ở đâu, nhưng tuyệt không phải Đoan Tuệ Hoàng thái tử viên tẩm như tiểu thuyết sáng tác. |
| Hoàng lục nữ (皇六女)                      | Cảnh Dương cung (景陽宮)                                                                                             | Lục công chúa (六公主) . Trưởng nữ của Đới Mi Nhược. Hoàng nữ thứ 6 của Càn Long. Vì mẹ bị Ngụy Yến Uyển xua chó hãm hại, dẫn đến Lục công chúa bị sinh non. Sau khi sinh 1 ngày, vì chấn kinh động phách mà chết yểu, án theo tang nghi của Hòa Thạc Công chúa, chôn bên sườn mộ của Cố Luân Hòa Nghi Công chúa. |
| Hoàng lục nữ (皇六女)                      | Cảnh Dương cung (景陽宮)                                                                                             | Trong lịch sử, Hoàng lục nữ phải đến 4 tuổi mới qua đời. |
| Ái Tân Giác La Vĩnh Cảnh (愛新覺羅•永璟)   | Dực Khôn cung (翊坤宮)                                                                                               | Thập tam a ca (十三阿哥) → Điệu Thụy Hoàng tử (悼瑞皇子; truy phong) . Thứ tử của Như Ý. Hoàng tử thứ 13 của Càn Long. Do gian kế của Ngụy Yến Uyển mà vừa sinh ra đã tử vong, Điền ma ma bị mua chuộc đã dùng dây rốn quấn nghẹt khiến Vĩnh Cảnh chết khi vừa lọt lòng. Được truy thụy hiệu Điệu Thụy (悼瑞) và chôn vào Đoan Tuệ Hoàng thái tử viên tẩm. |
| Ái Tân Giác La Vĩnh Cảnh (愛新覺羅•永璟)   | Dực Khôn cung (翊坤宮)                                                                                               | Trong lịch sử, Thập tam a ca Vĩnh Cảnh sống được 19 tháng mới chết, cũng không có truy thụy hiệu như tiểu thuyết đề cập. |
| Ái Tân Giác La Cảnh Ngoạn (愛新覺羅•璟妧)  | Vĩnh Thọ cung (永壽宮) Hàm Phúc cung (咸福宮)                                                                        | Thất công chúa (七公主) → Cố Luân Hòa Tĩnh Công chúa (固倫和靜公主) . Trưởng nữ của Ngụy Yến Uyển. Hoàng nữ thứ 7 của Càn Long. Được sinh ra khi mẹ ruột Ngụy Yến Uyển thất sủng vì vụ án hiềm nghi hại chết Thập tam a ca, nên khi Cảnh Ngoạn ra đời thì đã được nuôi ở chỗ Dĩnh tần Ba Lâm thị nuôi dưỡng. Do vậy luôn xem Ba Lâm thị là mẹ đẻ mà chán ghét mẹ ruột Ngụy Yến Uyển. Trưởng thành được phong vị hiệu cố luân công chúa như con gái hoàng hậu và gả cho nhà mẹ của Ba Lâm thị là Lập Vượng Đa Nhĩ Tế. |
| Ái Tân Giác La Cảnh Ngoạn (愛新覺羅•璟妧)  | Vĩnh Thọ cung (永壽宮) Hàm Phúc cung (咸福宮)                                                                        | Trong lịch sử, Cố Luân Hòa Tĩnh Công chúa dường như do Dự phi Bát Nhĩ Tề Cát Đặc thị nuôi dưỡng. |
| Ái Tân Giác La Cảnh Vân (愛新覺羅•璟妘)    | Vĩnh Thọ cung (永壽宮) Hiệt Phương điện (擷芳殿)                                                                     | Cửu công chúa (九公主) → Hòa Thạc Hòa Khác Công chúa (和碩和恪公主) . Thứ nữ của Ngụy Yến Uyển. Hoàng nữ thứ 9 của Càn Long. Được sinh ra trong thời gian Ngụy Yến Uyển thịnh sủng. Sau khi Yến Uyển lỡ lời với Thái hậu, bị Càn Long hạ chỉ đem đến Hiệt Phương điện cho các ma ma chăm sóc, mẹ con mỗi năm chỉ gặp một lần. Đối với em trai là Vĩnh Diễm rất thân thiết, nhưng đối với mẹ ruột rất lãnh đạm do hiềm nghi giết hại Như Ý. Hạ giá lấy con trai của Nhất đẳng Võ Nghị Mưu Dũng công Triệu Huệ là Trát Lan Thái, xuất thân từ Ô Nhã thị, một gia tộc từ nhà mẹ của Ung Chính. Cửu công chúa bị Ngụy Yến Uyển chê là gả cho người xuất thân không cao, do đó rất chán ghét mẹ mình mà đồng tình với chị cả là Thất công chúa trong việc từ mặt mẹ ruột. |
| Ái Tân Giác La Vĩnh Diễm (愛新覺羅•永琰)   | Vĩnh Thọ cung (永壽宮) Hiệt Phương điện (擷芳殿) Chung Túy cung (鐘粹宮) Gia Thân vương phủ (嘉親王府)               | Thập ngũ a ca (十五阿哥) → Gia Thân vương (嘉親王) . Thứ tử của Ngụy Yến Uyển. Hoàng tử thứ 15 của Càn Long. Tính tình cẩn trọng và nghe lời cha, tỏ ra không ưa thích gì người mẹ ruột Ngụy Yến Uyển do cảm thấy bà quá tham lam, chê việc con trai cưới đích phúc tấn có xuất thân từ Hỉ Tháp Lạp thị không đủ vẻ vang, mặc cho Vĩnh Diễm đã nói rõ Hỉ Tháp Lạp thị cũng là một đại gia tộc lâu đời. Dần dần không còn nghĩ đến việc phải thỉnh an mẹ ruột thường xuyên nữa, cũng dần dần xa cách triệt để. Tiểu thuyết kết thúc năm Càn Long thứ 59, sau khi Càn Long quyết định truyền ngôi cho Vĩnh Diễm. |
| Ái Tân Giác La Vĩnh Diễm (愛新覺羅•永琰)   | Vĩnh Thọ cung (永壽宮) Hiệt Phương điện (擷芳殿) Chung Túy cung (鐘粹宮) Gia Thân vương phủ (嘉親王府)               | Trong lịch sử, mặc dù Gia Khánh Đế cưới Hỉ Tháp Lạp thị làm đích phúc tấn vào năm Càn Long thứ 39, nhưng tước vị "Gia Thân vương" mãi đến năm Càn Long thứ 54 mới được gia phong. Ngoài ra, Gia Khánh chưa từng xuất cung lập phủ, bởi vì điều này tương đương với mất quyền thừa kế ngôi vị hoàng đế. |

### Nhân vật khác
| Nhân vật                    | Nơi làm việc                                 | Giới thiệu |
| Đại thần, Thái y và Thị vệ  |                                              | |
| Trương Đình Ngọc (張廷玉)   | Tiền triều (前朝)                            | Lễ bộ Thượng thư, Bảo Hòa điện Đại học sĩ . Nguyên lão tam triều. Một đại thần trải qua triều Khang Hi, Ung Chính rồi Càn Long, được các Hoàng đế triều Thanh công nhận công lao, tương lai có vinh hiển phụ thờ trong Thái miếu. Thời điểm Hiếu Hiền Hoàng hậu Phú Sát Lang Hoa qua đời, Trương Đình Ngọc liên kết cùng các đồng liêu, tận lực đề cử Tấn tần Phú Sát thị lên làm kế hậu, bỏ qua Hoàng quý phi Như Ý, điều này khiến Càn Long tức giận vì cho rằng Trương Đình Ngọc chống đối mình nên trách phạt mắng nhiếc thật nặng, suýt nữa truất tư cách vào Thái miếu.                                                                          |
| Trương Đình Ngọc (張廷玉)   | Tiền triều (前朝)                            | Trong phim Như Ý truyện, Trương Đình Ngọc xuất hiện từ đầu phim với quan niệm ủng hộ tôn sùng danh vị "Mẫu hậu Hoàng thái hậu" cho Cảnh Nhân cung Hoàng hậu, tức là đứng về phe của Như Ý. |
| Cao Bân (高斌)              | Tiền triều (前朝)                            | Hà Đạo Tổng đốc, Văn Uyên các Đại học sĩ . Xuất thân Hán Quân kỳ Bao y, sau nâng thành Mãn Châu Tương Hoàng kỳ, cha ruột của Cao Hi Nguyệt. Vì từng kiến nghị Đoan Thục Trưởng công chúa gả xa Chuẩn Cát Nhĩ mà gây lòng thù hận với Thái hậu, khiến cho Thái hậu sai Tề Lỗ chuốc phân lượng thuốc làm bệnh ứ máu của Cao Hi Nguyệt nặng hơn. |
| Giang Dữ Bân (江與彬)       | Thái y viện (太醫院)                         | Thái y của Thái y viện . Là một thái y có tay nghề cao, đồng hương và để ý đến Tỏa Tâm. Từ khi Như Ý ở trong lãnh cung đã cố gắng giúp đỡ, do vậy trở thành thái y thân cận nhất của Như Ý. Căm ghét Kim Ngọc Nghiên vì hạ thủ làm Tỏa Tâm tàn phế, do vậy cố ý ra tay trong thuốc của Cửu a ca, khiến hoàng tử rất khó ngủ và dễ giật mình, sau cùng gián tiếp làm hoàng tử chết do gian kế của Ngụy Yến Uyển. Sau khi Như Ý chết, Giang Dữ Bân thường xuyên cùng Tỏa Tâm chăm sóc mộ phần của Như Ý. |
| Tề Lỗ (齊魯)                | Thái y viện (太醫院)                         | Viện phán của Thái y viện . Là một thái y hầu cận Càn Long khi còn trẻ, đứng đầu các thái y của Thái y viện. Cùng với Hoàng đế, Thái hậu và Hoàng hậu Phú Sát Lang Hoa thông đồng, ba mặt cùng phục vụ, biết nhiều chuyện liên quan mật thiết như cái chết của Cao Hi Nguyệt, thuốc an thai của Diệp Hách Na Lạp Ý Hoan cùng Tấn tần. Sau cùng bị Càn Long diệt khẩu nhằm che giấu bí mật. |
| Tề Lỗ (齊魯)                | Thái y viện (太醫院)                         | Trong phim, nhân vật được đổi tên thành Tề Nhữ (齊汝). |
| Triệu Cửu Tiêu (趙九霄)     | Khôn Ninh cung (坤寧宮)                      | Thị vệ của Khôn Ninh cung . Xuất thân thị vệ canh giữ lãnh cung, bạn tốt của Lăng Vân Triệt, sau cùng Lăng Vân Triệt được điều đến làm thị vệ tại Khôn Ninh cung. Rất thích Lan Thúy của Vĩnh Thọ cung. Sau vì gian kế của Ngụy Yến Uyển, lấy Lan Thúy ép buộc, Triệu Cửu Tiêu phải tán tận lương tâm khai rằng Lăng Vân Triệt nghe theo Hoàng hậu Như Ý hại Bát a ca giá họa cho Ngũ a ca, cuối cùng bị Càn Long đày đi biên cương. Vì diệt trừ hậu họa, Ngụy Yến Uyển sai Xuân Thiền giết đi. |
| Cung nữ và Thái giám        |                                              | |
| Lý Ngọc (李玉)              | Dưỡng Tâm điện (養心殿)                      | Thái giám tại Dưỡng Tâm điện . Thái giám trẻ tuổi hầu hạ Càn Long kể từ khi đăng cơ. Rất có tình ý với Tỏa Tâm. Sau khi được Như Ý chỉ điểm, Lý Ngọc được thay thế Vương Khâm nắm giữ chức vị Thủ lĩnh thái giám tại Dưỡng Tâm điện. Hầu cận trung thành với Càn Long nhưng vẫn rất chiếu cố giúp đỡ Như Ý, vì duyên cố này từng bị Càn Long biếm truất và để Tiến Trung thay thế. |
| Vương Khâm (王欽)           | Dưỡng Tâm điện (養心殿)                      | Thái giám tại Dưỡng Tâm điện . Một lão thái giám thân cận bên cạnh Càn Long. Thủ lĩnh thái giám đời đầu của Dưỡng Tâm điện. Do thân phận đặc thù, Vương Khâm rất được Lang Hoa nể trọng, còn cố ý để y kết hôn với Liên Tâm hòng điều khiển Vương Khâm, giúp Lang Hoa thăm dò ý tứ từ Hoàng đế. Vì tung tin đồn thất thiệt về Như Ý, nên bị Như Ý tính kế kiến uống rượu say mạo phạm Tuệ Quý phi mà bị ban chết. |
| Dục Hồ (毓瑚)               | Dưỡng Tâm điện (養心殿)                      | Ngự tiền Thị nữ . Là một lão cung nữ hầu cận Càn Long trong Dưỡng Tâm điện. Tâm phúc của Càn Long. Khi xưa cùng Lý Kim Quế nhập cung, sau khi Lý Kim Quế chết thì là lão cung nữ trực tiếp nuôi dưỡng Càn Long tại Viên Minh viên, do vậy cực kỳ được Hoàng đế kính nể. Từng cảnh báo Hòa Kính Công chúa Cảnh Sắt đề phòng Ngụy Yến Uyển, khiến Cảnh Sắt bắt đầu xa lánh Yến Uyển. |
| Ô Nhã Mậu Thiến (烏雅·茂倩) | Dưỡng Tâm điện (養心殿)                      | Ngự tiền Thị nữ . Là một cung nữ hầu hạ trong Dưỡng Tâm điện, vì muốn ban thưởng sự tận lực của Lăng Vân Triệt mà ban hôn. Nghe theo Ngụy Yến Uyển tố giác Hoàng hậu Như Ý cùng Lăng Vân Triệt tư thông. Tố giác thất bại, lại nghe theo Ngụy Yến Uyển dùng chiếc yên ngựa của Bát a ca mà Lăng Vân Triệt còn giữ lại, tiếp tục tố cáo Lăng Vân Triệt nghe theo Hoàng hậu hãm hại Bát a ca giá họa cho Ngũ a ca, bảo toàn địa vị cho Thập nhị a ca. Khi xuất cung, bị Càn Long sai người xô xuống rãnh mương mà chết, ý rằng diệt khẩu. |
| Ô Nhã Mậu Thiến (烏雅·茂倩) | Dưỡng Tâm điện (養心殿)                      | Trong phim Như Ý truyện, biên kịch chỉnh sửa lại đổi họ thành Tát Khắc Đạt thị (薩克達氏) có xuất thân Mãn Châu Tương Lam Kỳ, chỉ đơn thuần là một cách cách nhà quan lại Mãn Châu, không có xuất thân cung nữ. |
| Tiến Trung (進忠)           | Dưỡng Tâm điện (養心殿)                      | Thái giám tại Dưỡng Tâm điện . Vốn là đồ đệ của Lý Ngọc, sau bị mua chuộc nên có cấu kết với Ngụy Yến Uyển. Sau khi Lý Ngọc bị biếm truất, thay thế Lý Ngọc đảm nhiệm làm Thủ lĩnh thái giám ở Dưỡng Tâm điện, hết lòng phục vụ Hoàng quý phi Ngụy Yến Uyển. Từ khi Càn Long nghi ngờ chuyện Ngụy Yến Uyển hãm hại Như Ý, Tiến Trung bị Yến Uyển giết để diệt khẩu. |
| Tiến Trung (進忠)           | Dưỡng Tâm điện (養心殿)                      | Trong phim Như Ý truyện, Tiến Trung trở thành nhân tố chủ mưu cho Vệ Yến Uyển, thậm chí mang tâm tư nam nữ với Yến Uyển, trong khi ở nguyên tác thì chỉ là một người thông đồng đơn thuần. |
| Tam Bảo (三寶)              | Diên Hi cung (延禧宮) Dực Khôn cung (翊坤宮) | Thái giám tại Diên Hi cung, Dực Khôn cung . Thái giám tâm phúc của Như Ý khi còn ở Diên Hi cung, sau lại đi theo Như Ý đến Dực Khôn cung. Tính tình cẩn thận trung thành, Khi Như Ý cắt tóc và bị giam vào Dực Khôn cung, Tam Bảo cùng những người khác như Lăng Chi dần dần bị điều ra khỏi cung. |
| Tỏa Tâm (惢心)              | Diên Hi cung (延禧宮) Dực Khôn cung (翊坤宮) | Cung nữ tại Diên Hi cung, Dực Khôn cung . Cũng gọi Nhị Tâm, xuất thân thị nữ từ tiềm để (ý là Bảo Thân vương phủ), phân vào hầu Như Ý khi trở thành trắc phúc tấn. Tính tình dịu dàng và trung thành, một trong 2 thị nữ tâm phúc nhất của Như Ý bên cạnh Dung Bội. Về sau vì điều tra vụ án Như ý cùng đại sư tư thông mà bị đem vào Thận hình ty, Kim Ngọc Nghiên âm thầm sai tra khảo Tỏa Tâm đến tàn phế. Về sau gả cho Giang Dữ Bân, yên ổn cả đời. Có hai con trai. Chữ 「惢」 có hai cách đọc là "Nhị" và "Tỏa", trên phim khi lồng tiếng nói rõ là "Tỏa".                                                                                      |
| Dung Bội (容珮)             | Diên Hi cung (延禧宮) Dực Khôn cung (翊坤宮) | Cung nữ tại Dực Khôn cung . Xuất thân là thị nữ trong Viên Minh viên, được điều phối về Tử Cấm Thành. Vì ăn nói ngay thẳng nên được cất nhắc lên làm cung nữ thân cận hầu cận Như Ý. Sau khi Tỏa Tâm xuất giá, Dung Bội thay thế vai trò tận trung và thân cận nhất trong số các cung nữ của Như Ý. Ở cùng với Như Ý đến thời khắc cuối cùng, tự sát theo Như Ý. |
| Tố Tâm (素心)               | Trường Xuân cung (長春宮)                    | Cung nữ tại Trường Xuân cung . Xuất thân thị nữ ở tiềm để, theo hầu Phú Sát Lang Hoa khi là đích phúc tấn. Là một thị nữ thông minh, do Kim Ngọc Nghiên đưa đến bên cạnh Phú Sát Lang Hoa, từng giúp Kim Ngọc Nghiên thăm dò rất nhiều chuyện bên cạnh Lang Hoa. Sau khi Phú Sát Lang Hoa chết, Kim Ngọc Nghiên bí mật giết Tố Tâm, cũng đem nhét chiếc trâm hoa bị rơi của Tô Lục Quân vào trong tay nhằm giá họa Tô Lục Quân. |
| Tố Tâm (素心)               | Trường Xuân cung (長春宮)                    | Trong phim Như Ý truyện, nhân vật được đổi tên thành Tố Luyện (素練), trở thành nha hoàn hồi môn từ nhà Phú Sát của Lang Hoa. |
| Liên Tâm (蓮心)             | Trường Xuân cung (長春宮)                    | Cung nữ tại Trường Xuân cung . Thị nữ đi theo Phú Sát Lang Hoa từ tiềm để. Theo đề nghị của Lang Hoa, Liên Tâm trở thành đối thực với Vương Khâm. Sau không thể chịu nổi sự tàn bạo mà cùng Như Ý hạ bệ Vương Khâm. Thời điểm Phú Sát Lang Hoa qua đời, Liên Tâm được Càn Long triệu kiến, nói với Càn Long việc Hoàng hậu vốn không hiểu Y dược nên rất nhiều chuyện không có liên quan đến Lang Hoa. Sau đó được Càn Long sắp xếp cho một gian nhà ở ngoài cung, bình an sống qua ngày. |
| Liên Tâm (蓮心)             | Trường Xuân cung (長春宮)                    | Trong phim Như Ý truyện, nhân vật chuyển thành tự sát ngay sau khi Lang Hoa mất. |
| Mạt Tâm (茉心)              | Hàm Phúc cung (咸福宮)                       | Cung nữ tại Hàm Phúc cung . Thị nữ thân cận của Cao Hi Nguyệt khi tại tiềm để. Tính tình ngay thẳng, cực kỳ tận tâm vì chủ tử. Dưới sự sắp xếp của Kim Ngọc Nghiên, Mạt Tâm cùng với Bạch Nhị Cơ lây bệnh cho Thất a ca con của Hoàng hậu, khiến Thất a ca chết yểu. |
| Tiền Song Hỉ (錢雙喜)       | Hàm Phúc cung (咸福宮)                       | Thái giám tại Hàm Phúc cung . Một Thái giám trung thành của Cao Hi Nguyệt, có tài điều khiển rắn. Sau cùng bị Như Ý phát hiện được và tống vào Thận hình ty. Qua nhiều đêm khảo hình khai ra chuyện thả rắn độc hại Như Ý tại lãnh cung, nhưng không nhận chuyện rắn độc rớt xuống Cảnh Dương cung của Di tần Hoàng Khởi Vân. Sau bị Càn Long lệnh đánh chết. |
| Hương Vân (香雲)            | Hàm Phúc cung (咸福宮)                       | Cung nữ tại Hàm Phúc cung . Thị nữ bồi hầu của Hải Lan khi Hải Lan còn ở tại Hàm Phúc cung. Do bị Tuệ Quý phi Cao Hi Nguyệt mua chuộc nên vu khống Hải Thường tại ăn cắp than hồng la, sau đó bị đem ra đánh tới chết, bị đem cắt lưỡi, cuối cùng bị Cao Hi Nguyệt lệnh lấy than nhét vào miệng. |
| Trinh Thục (貞淑)           | Khải Tường cung (啟祥宮)                     | Cung nữ tại Khải Tường cung . Thị nữ đi theo Kim Ngọc Nghiên từ Triều Tiên Lý triều. Một người tinh thông y thuật, có tài giả chữ viết, giúp đỡ Kim Ngọc Nghiên rất nhiều trong việc hại chết Chư Anh và hai cái thai của Bạch Nhị Cơ cùng Hoàng Khởi Vân. Về sau giả mạo nét chữ, vu khống Hoàng quý phi Như Ý tư thông với Ba Tang đại sư nên bị Càn Long lệnh đuổi về nước. |
| Xuân Thiền (春嬋)           | Vĩnh Thọ cung (永壽宮)                       | Cung nữ tại Vĩnh Thọ cung . Vốn là một cung nữ ở Tứ chấp khố, lúc đầu là bạn của Ngụy Yến Uyển. Khi Ngụy Yến Uyển được ban vào Vĩnh Thọ cung, cũng vời Xuân Thiền đến làm cung nữ thân tín, giúp Ngụy Yến Uyển làm không ít chuyện. Sau bị ám ảnh vì cái chết của Lan Thúy, Xuân Thiền có phần do dự khi trợ giúp Yến Uyển và dần bị Du phi Hải Lan thuyết phục phản bội, nghe theo kế của Hải Lan mà tố giác Ngụy Yến Uyển trước Càn Long, là nhân tố quan trọng cuối cùng khiến Yến Uyển bị ban chết. Cuối cùng Xuân Thiền được Càn Long đồng ý đưa xuất cung sống, nhưng bị cho uống thuốc câm để không được nói chuyện xấu của hoàng gia ra ngoài. |
| Lan Thúy (瀾翠)             | Vĩnh Thọ cung (永壽宮)                       | Cung nữ tại Vĩnh Thọ cung . Một trong những thị nữ đắc lực nhất của Ngụy Yến Uyển bên cạnh Xuân Thiền. Được thị vệ Triệu Cửu Tiêu nhìn trúng, nhưng bản thân rất khinh thường mà không thèm đoái hoài. Luôn muốn cuộc sống tự do sau khi xuất cung, nhưng Yến Uyển luôn dùng dằng để giữ lại. Trong sự kiện Bát a ca, Lan Thúy bị Yến Uyển bắt giam để uy hiếp Triệu Cửu Tiêu, nhằm khiến Triệu Cửu Tiêu phản bội Lăng Vân Triệt và giá họa cho Như Ý. Nhưng sau cùng Lan Thúy cũng bị giết. |

## Bị tố sao chép
Thời điểm phim Như Ý truyện chuẩn bị ra mắt, vào năm 2017, tác giả Phỉ Ngã Tư Tồn tố "Hậu cung Như Ý truyện" của Lưu Liễm Tử sao chép văn chương của mình khi dựa vào câu "Song hoàn áp sồ sắc" (雙鬟鴨雛色), trong đó chữ "Hoàn" kỳ thực phải là chữ "Tấn" (鬢), đây là Phỉ Ngã Tư Tồn giải thích bản thân gõ sai chữ cuối cùng Lưu Liễm Tử chép theo. Để củng cố thêm Lưu Liễm Tử sao chép, Phỉ Ngã Tư Tồn còn lôi chuyện tiểu thuyết Hậu cung Chân Huyên truyện dính nghi án sao chép hàng loạt tác phẩm vào nhiều năm trước, khiến Tấn Giang nhận định Lưu Liễm Tử sao chép và khiến Lưu Liễm Tử rời Tấn Giang để xuất bản tiếp hai cuốn cuối của bộ tiểu thuyết này. Phỉ Ngã Tư Tồn còn phiên ra một loạt bảng màu đối chứng.
Dù vậy, đối với chuyện về "Hậu cung Chân Huyên truyện" dính nghi án sao chép, bản thân Lưu Liễm Tử đã phủ định từ rất lâu và rời khỏi Tấn Giang xuất bản tiếp. Còn chi tiết về câu "Song hoàn áp sồ sắc" thì căn cứ theo Trung Quốc lịch đại thi học thông luận của tác giả Phương Tử Đơn (方子丹) năm 1984, trang 161, khi phân tích "Tây Châu Khúc" (西洲曲) thì câu thơ trên chính xác dùng chữ "Hoàn". Mặt khác, học giả Quách Dương Ba (郭杨波) khi phân tích về "Mỹ nhân sơ đầu ca" (美人梳头歌) cũng chép câu thơ trên là "Song hoàn áp sồ sắc", tức câu thơ từ nhiều năm dùng đã là chữ "Hoàn" mà không phải "Tấn" như Phỉ Ngã Tư Tồn nói.